# Histoire de la colonie du Cap

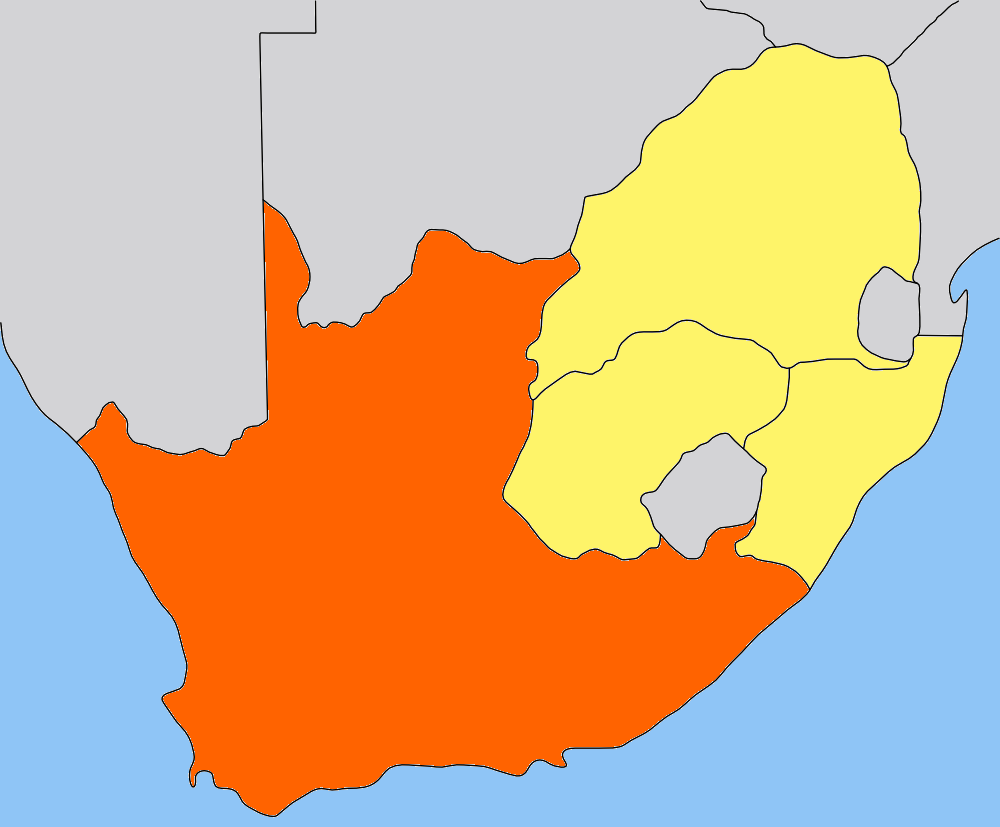
La colonie du Cap (coloriée en orange) à son apogée territorial au début du XXe siècle

Vous lisez un « bon article » labellisé en 2007.
L'histoire de la colonie du Cap en Afrique du Sud commence en 1488 lorsque le navigateur portugais Bartolomeu Dias, atteint le cap de Bonne-Espérance (baptisé Cap des tempêtes) puis lorsqu'en 1497, Vasco de Gama le franchit pour trouver le chemin vers la route des Indes.
Il faut attendre cependant plus d'un siècle avant qu'une puissance européenne n'envisage d'y implanter un établissement permanent.
En mars 1647, les rescapés du naufrage du navire néerlandais le Nieuwe Haarlem sont les premiers Européens à s'installer durablement (et involontairement) en terre sud-africaine. Après avoir été secourus au bout d'une année, certains d'entre eux, à leur retour en Hollande, parviennent à convaincre la Compagnie néerlandaise des Indes orientales (VOC) d'y installer un établissement permanent chargé d'approvisionner les navires de la compagnie.

## Les peuples autochtones

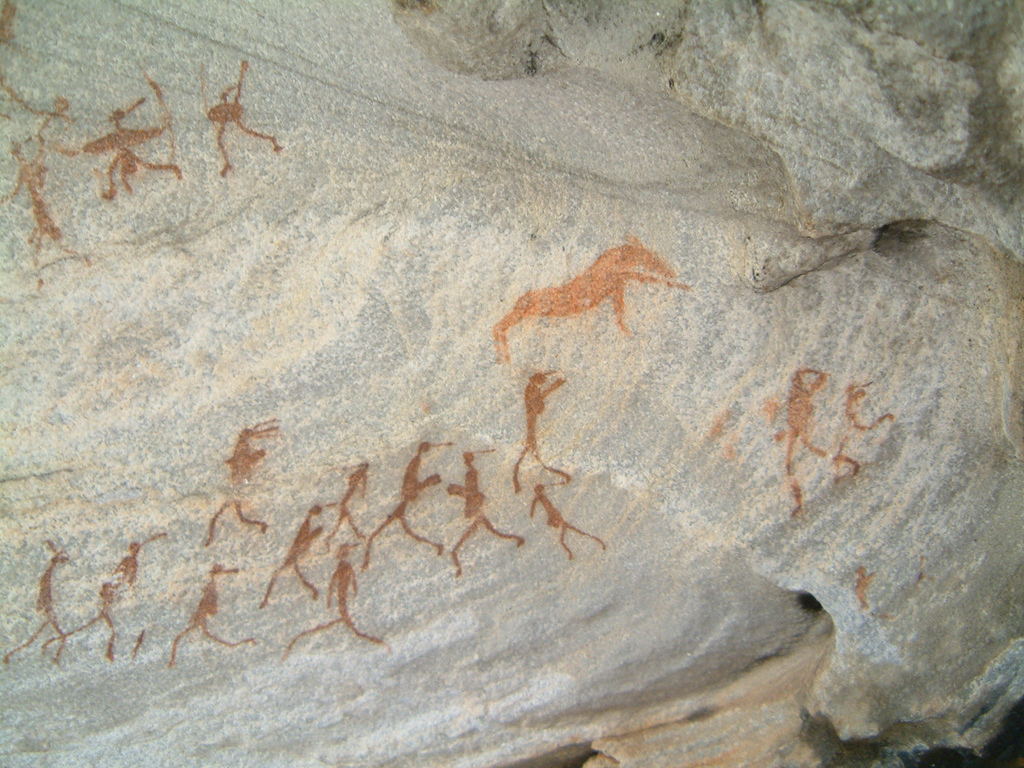
Peinture rupestre khoïsan à Mossel Bay, date inconnue.

Les recherches archéologiques attestent de la présence d'êtres humains au Cap il y a de cela 750 000 ans même si les plus anciens ossements humains trouvés dans la région du Cap appartiennent à un Homo sapiens vivant il y a 80 000 ans. Dans les grottes de la péninsule du Cap, les restes humains mis au jour sont vieux de 75 000 à 50 000 ans tandis que les plus anciennes peintures rupestres des grottes situées à Fish Hoek sont vieilles de 28 000 ans. Les populations aborigènes de la région du Cap sont à l'origine des chasseurs-cueilleurs dont certains groupes adoptent progressivement le pastoralisme basé sur l'élevage des bovins et moutons. Ces peuples largement répandus dans l'Afrique australe, apparentés génétiquement et aux langues caractérisées par des consonnes à clics, sont désignés par le terme savant et récent de Khoïsan. Ce n'est peut-être qu'au XVIIIe siècle qu'il se fait une séparation nette entre les communautés de chasseurs-cueilleurs San (appelés Bochimans ou « hommes du bush » par les Blancs) et les communautés d'éleveurs Khoïkhoïs (appelés « Hottentots », peut-être d'après les sonorités de leur langue). Par la suite, les premiers sont refoulés vers le désert du Namib alors que les seconds se confondent peu à peu avec le mélange des Coloured de langue afrikaans vivant dans la colonie. Certaines peintures rupestres conservées dans la région, montrant des humains, animaux et symboles, peuvent être rattachées à la cosmologie San ; cependant, une des plus récentes est probablement l'œuvre d'un marin hollandais : elle montre un navire avec le drapeau des Pays-Bas.

## La découverte du Cap par les Européens

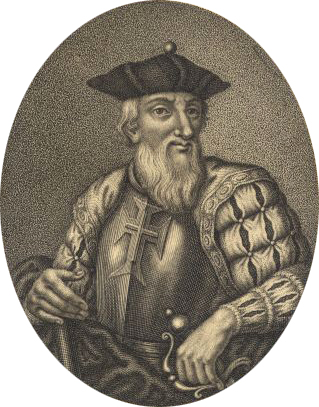
Vasco de Gama.

Les premiers Européens à découvrir la péninsule du Cap ont été des navigateurs Portugais. Bartolomeu Dias accoste dans la région du Cap en 1488, après avoir longé le Sud-Ouest de la côte africaine, et atteint le cap des Aiguilles via la haute mer puis le cap de bonne Espérance sur le voyage de retour. Le nom qu'il donne au cap est à l'époque celui de « cap des Tempêtes » (Cabo das Tormentas) en l'honneur de celles qu'il avait essuyées dans cette zone. Le roi du Portugal le rebaptise cap de Bonne-Espérance car il y voit une nouvelle route vers l'Asie et ses épices. Le premier à franchir concrètement le cap de Bonne-Espérance est Vasco de Gama en 1497 alors qu'il était à la recherche d'une route pour le mener en Asie. La montagne de la Table est pour sa part baptisée Taboa da caba en 1503 par l'amiral portugais et explorateur, Antonio da Saldanha, le premier Européen à accoster dans la baie de la Table et à grimper sur la montagne. Pour ceux qui y résident, les peuples khoïsan, cette montagne est la Hoerikwaggo.

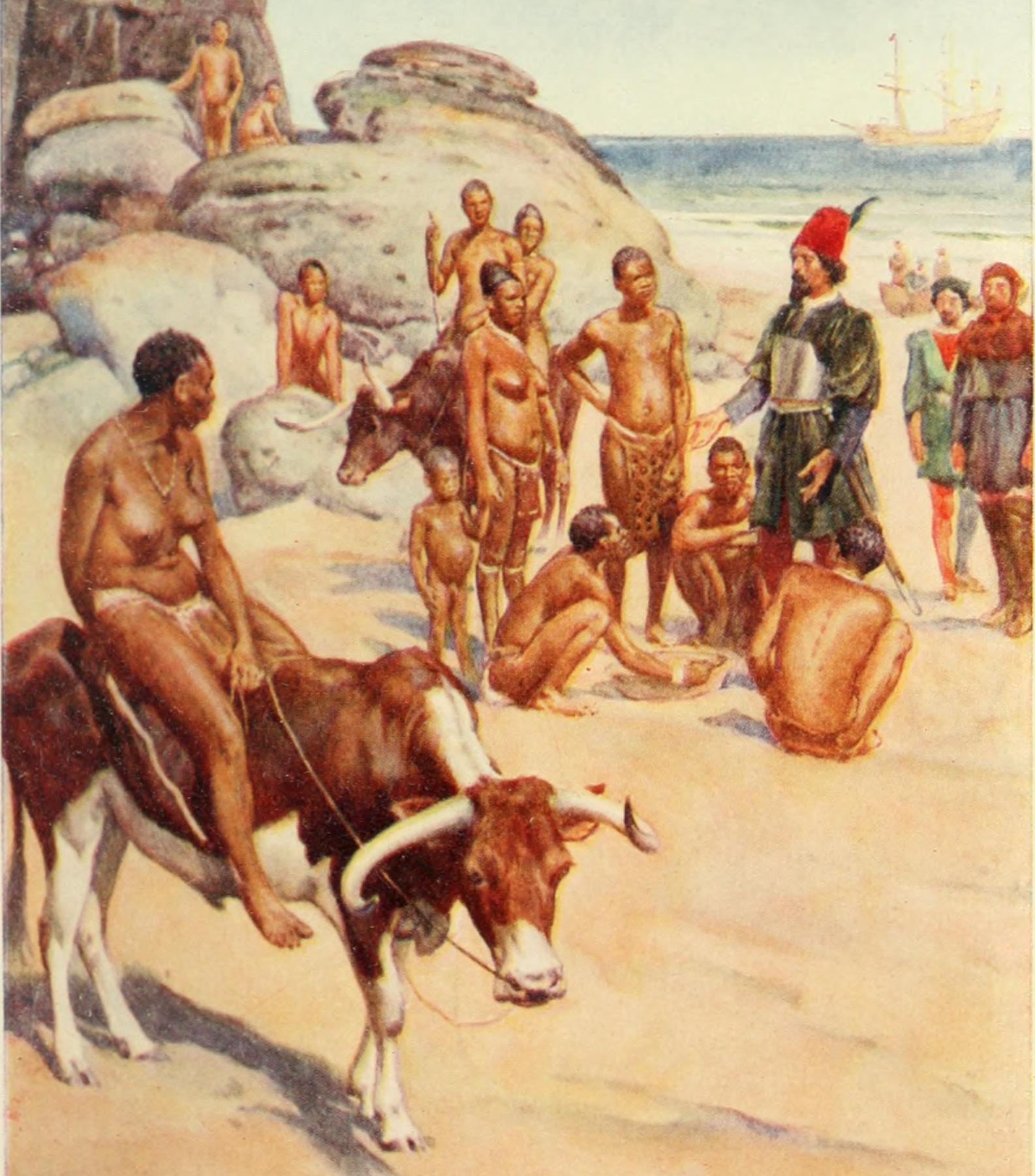
Rencontre entre Hottentots et Portugais

La zone est l'objet de contacts réguliers entre Khoï et Européens durant tout le XVe siècle et le début du XVIe siècle. Le contournement de l'Afrique requiert pas moins de six mois par bateau et chaque voyage est marqué par la mort de nombreux marins, faute de produits frais. Or, le cap de Bonne-Espérance est situé à mi-chemin du voyage entre l'Europe et l'Inde. La baie de la Table dominée par le massif du même nom duquel descende plusieurs cours d'eau, apparait alors comme une zone propice pour le ravitaillement et le commerce avec les quelques populations locales. Mais les contacts avec les populations khoïsan débouchent parfois sur des incompréhensions et ont des issues sanglantes. Tentant de commercer et d'échanger avec eux, Antonio da Saldanha est ainsi sérieusement blessé lors d'une embuscade dressée par ses interlocuteurs. En 1510, le Portugais Francisco de Almeida est massacré avec une soixantaine de ses hommes au cours d'une expédition punitive menée contre les Khoïsan. Durant la seconde partie du XVIe siècle, les néerlandais, qui ont supplanté les portugais sur les voies commerciales menant vers l'Asie, tentent à leur tour d'établir des contacts avec les khoï. Mais en 1598, 13 marins néerlandais sont tués par des Khoï au cours d'une dispute. Dans les années 1620, d'autres tentatives ont lieu pour commercer avec les Khoï jusqu'en 1632 et la mort de 32 marins néerlandais, victimes des Khoï.
En 1644, le Mauritius Eylant, un navire de la Compagnie néerlandaise des Indes orientales (VOC), s'échoue sur les rochers de Mouille Point fixant les 250 hommes d'équipage sur les rives de la baie de la Table pendant quatre mois. En 1648, le Nieuwe Haarlem, un autre navire de la VOC, s'échoue à son tour au pied de la montagne de la Table. Les rescapés y survivent durant un an autour d'un fort de fortune qu'ils baptisent Sand Fort of the Cape of Good Hope, se nourrissant de produits de la terre, avant d'être rembarqués vers l'Europe par un navire de passage. Dans son rapport à la VOC, le commandant du Nieuwe Haarlem y suggère d'établir une station de ravitaillement car le climat y est méditerranéen et le sol fertile.

## La colonisation néerlandaise

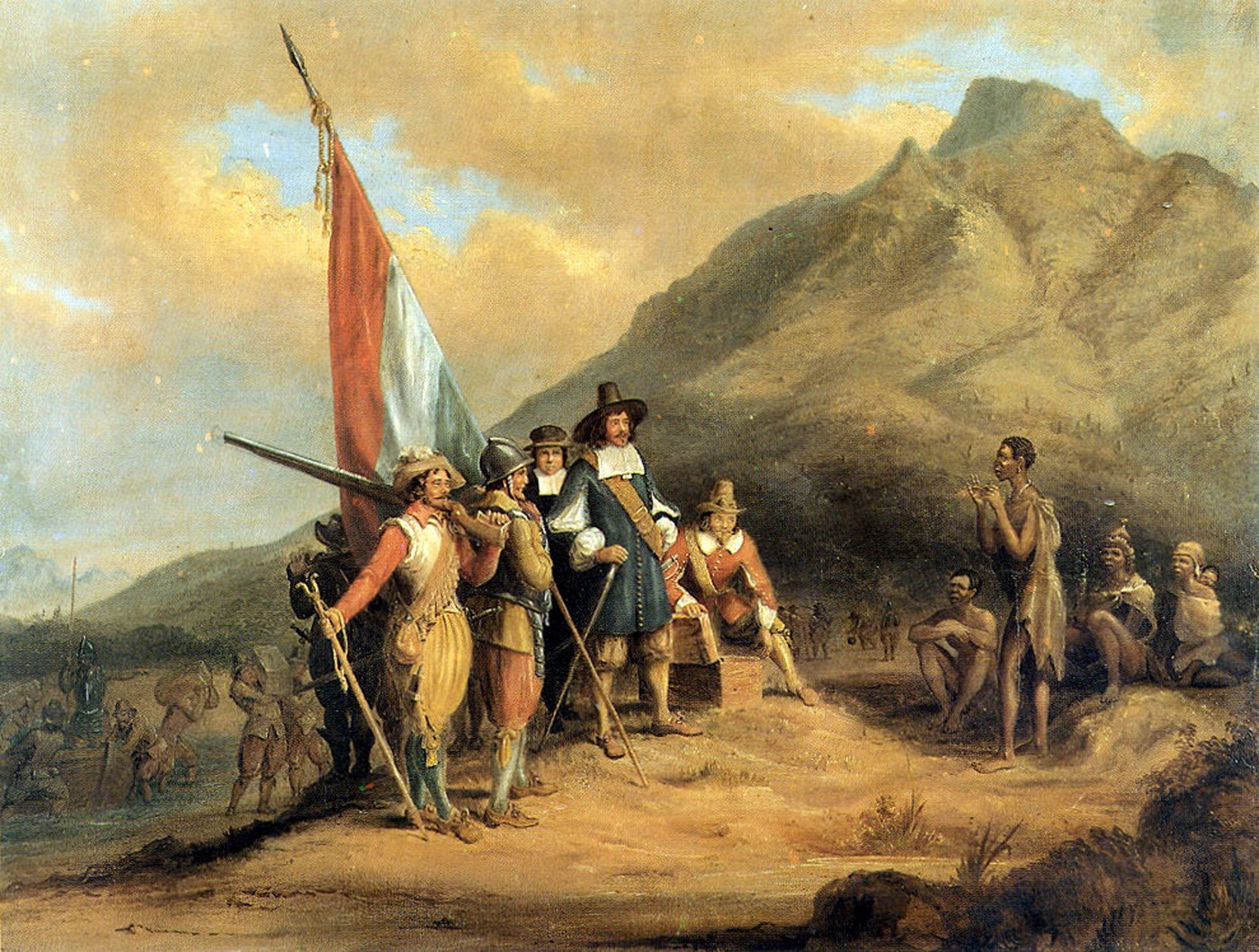
L'arrivée de Jan van Riebeeck au Cap en 1652.

Le 6 avril 1652, au commandement de cinq navires de la VOC (nommés Reijer, Oliphant, Goede Hoop, Walvisch, Dromedaris), le capitaine Jan van Riebeeck atteignit la baie de la montagne de la Table près de la péninsule du cap de Bonne-Espérance, à la pointe sud-ouest de l'Afrique. Après avoir perdu quelque 130 personnes au cours du voyage, ce n'est qu'avec 90 pionniers dont seulement huit femmes qu'il fonde Le Cap, la cité-mère de la future république d'Afrique du Sud, alors simple comptoir commercial sur la route des Indes.

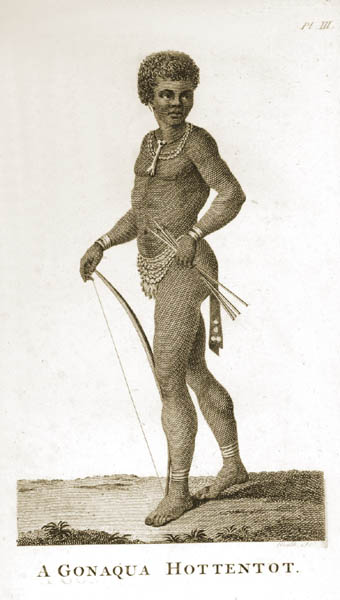
Khoïkhoïs (Hottentots) vers 1780.

À l'époque, la péninsule du Cap n'est peuplée que par quelques centaines de Khoïkhoïs (appelés Hottentots par les Néerlandais), un peuple nomade avec qui les Néerlandais comptent commercer pour obtenir de la viande. Un fort est également érigé et des jardins aménagés tout autour, pour garantir des ressources fraiches. Les premiers temps sont néanmoins difficiles ; ainsi dix-neuf Néerlandais ne passent pas le premier hiver.
Jan van Riebeeck ne devait pas établir une colonie mais un établissement relai pour les navires en route vers les Indes orientales. Néanmoins, pour augmenter la production agricole de la colonie afin de nourrir la population et assurer le ravitaillement des navires, il recommande que des colons soient libérés de leurs obligations vis-à-vis de la compagnie et autorisés à s'installer comme fermiers au Cap et à commercer. C'est en février 1657 que la compagnie délivre ainsi ses premières autorisations à neuf (ex-)employés pour s'établir librement le long de la rivière Liesbeek. Ceux-ci allaient créer une classe de propriétaires hollandais fermiers libres (vrijburgher ou « francs-bourgeois ») appelés simplement burghers.
La station devient opérationnelle en 1659 avant que Van Riebeeck ne quitte Le Cap en 1662 pour repartir vers les Indes orientales. À son départ, l'embryon de colonie compte 134 salariés de la Compagnie des Indes Orientales, 35 colons libres, 15 femmes, 22 enfants et 180 esclaves importés.
En 1679, la ville de Stellenbosch est fondée en hommage au nouveau commandeur du Cap, Simon van der Stel, artisan du développement économique de la petite colonie.

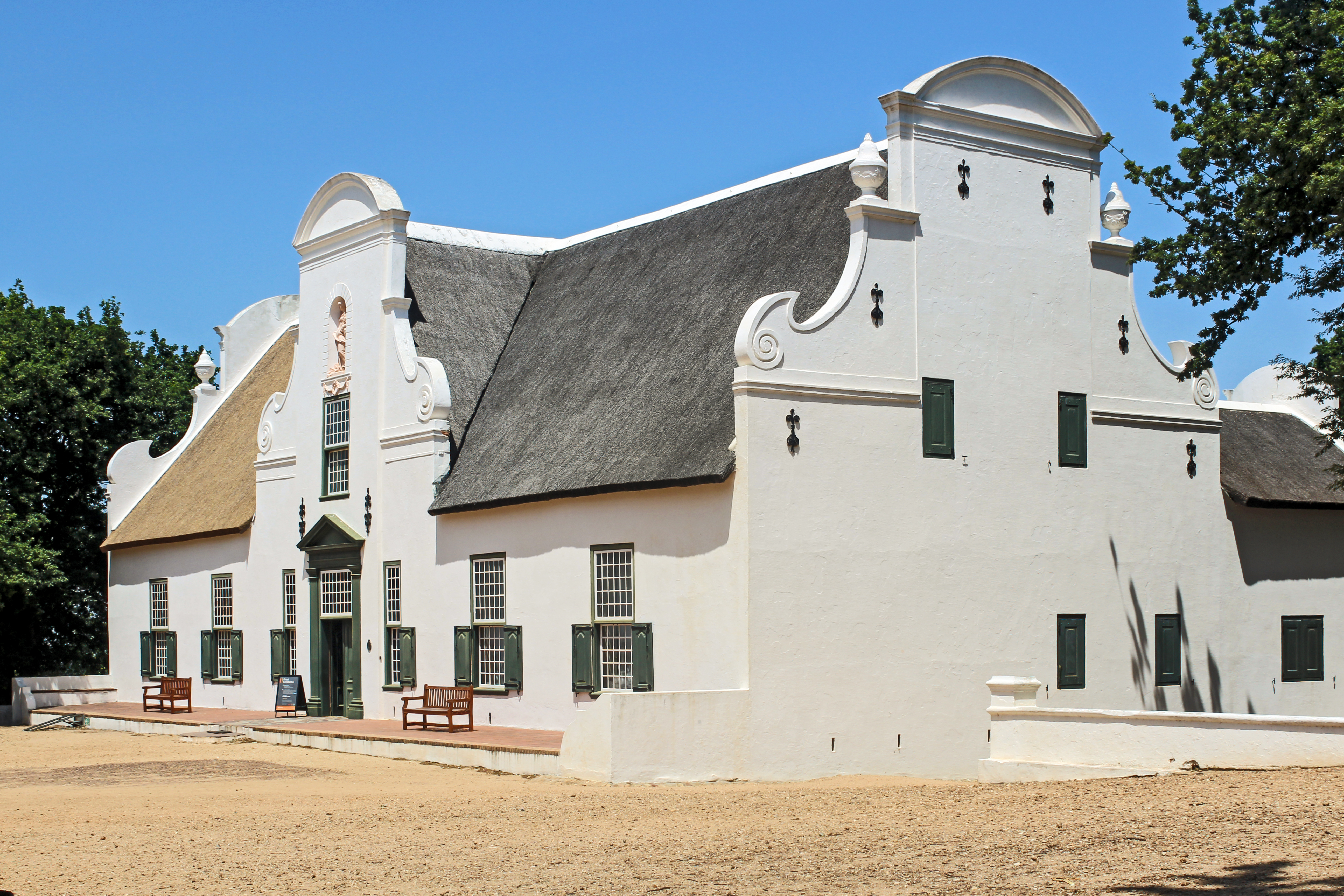
Groot Constantia, la demeure viticole de style hollandais du cap de Simon van der Stel.

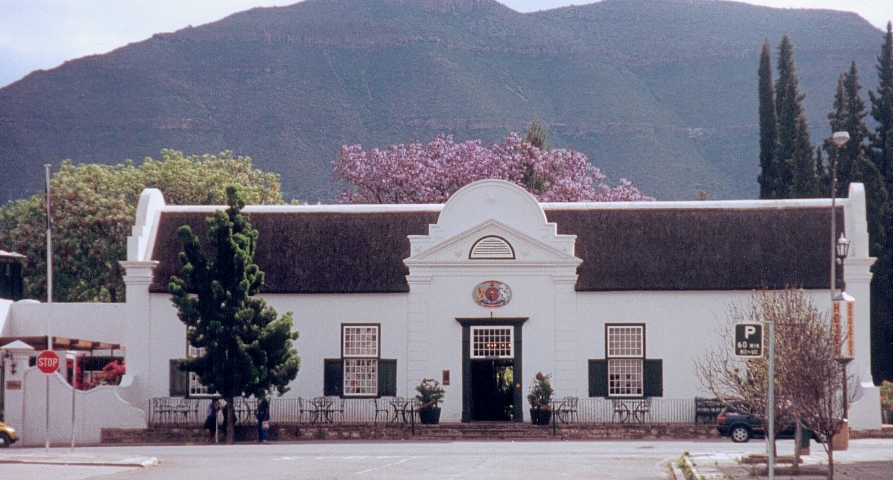
Maison du Drotsdy de Graaff-Reinet.

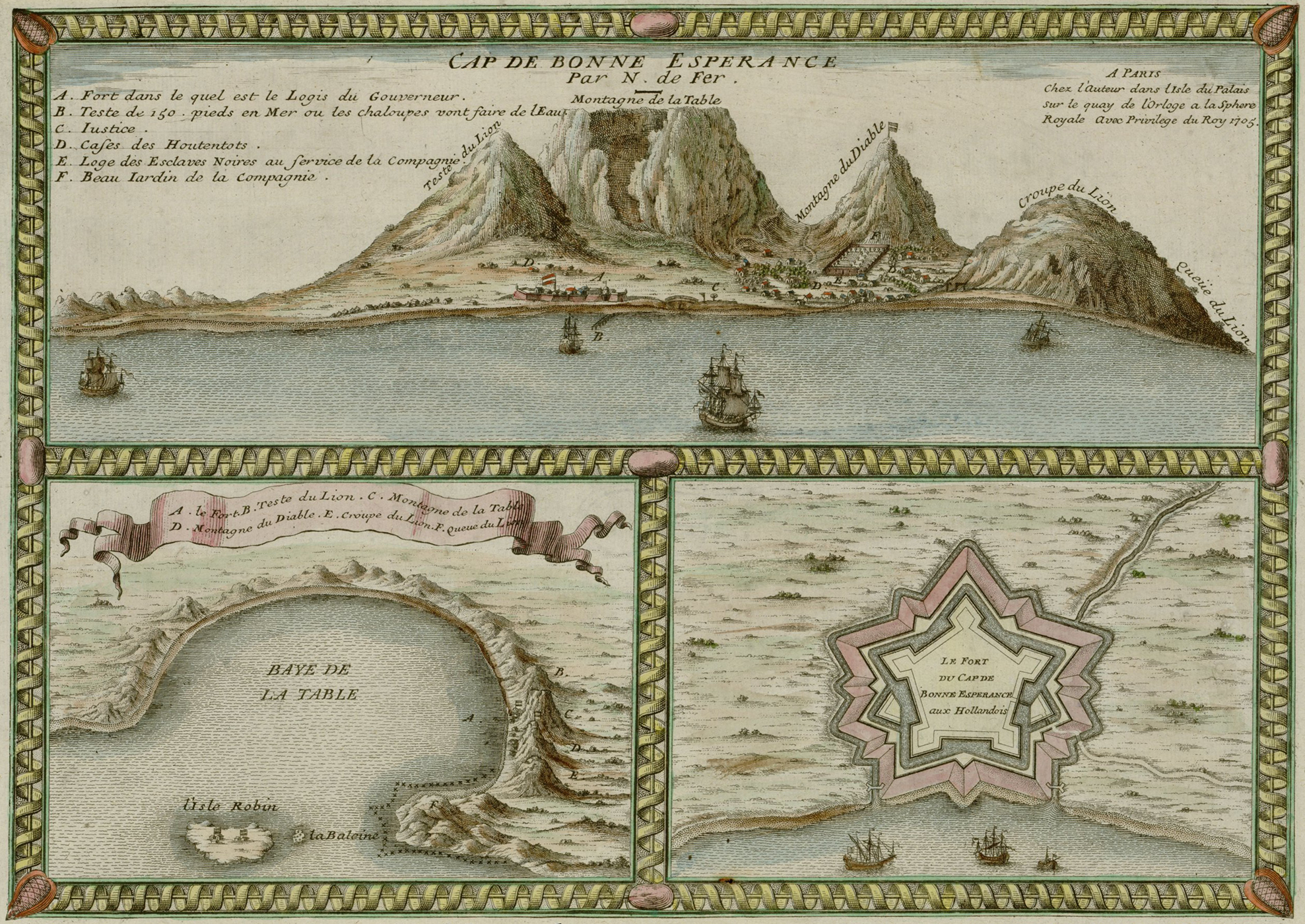
Carte et représentation du Cap et de la montagne de la Table en 1705.

En 1685, le nombre de ces colons est de 800. Ce sont essentiellement des fermiers, des artisans ou des manutentionnaires. Leur éducation est sommaire. Ils sont rejoints en 1688 par 238 huguenots chassés des villages du Sud-Luberon en France par la révocation de l'édit de Nantes et installés par le commandeur Simon van der Stel dans la vallée d'Olifantshoek pour y développer la viticulture sur des terres riches en alluvions. Ces nouveaux colons sont cultivés et vont marquer très fortement de leur empreinte la culture blanche sud-africaine.
À cette époque, le domaine de la colonie du Cap se restreint à la région qui s'étend de Muizenberg sur l'océan Indien aux montagnes de Steenberg et de Wynberg. Simon van der Stel, par ailleurs nommé gouverneur du Cap en 1691, va transformer toute la région en concédant des terres aux colons afin de développer les cultures et faire planter plus de huit mille arbres.

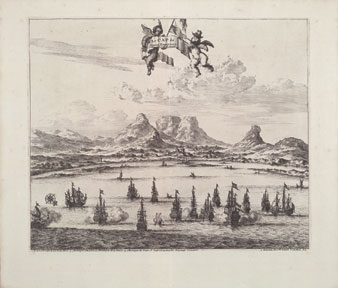
Représentation du Cap en 1727.

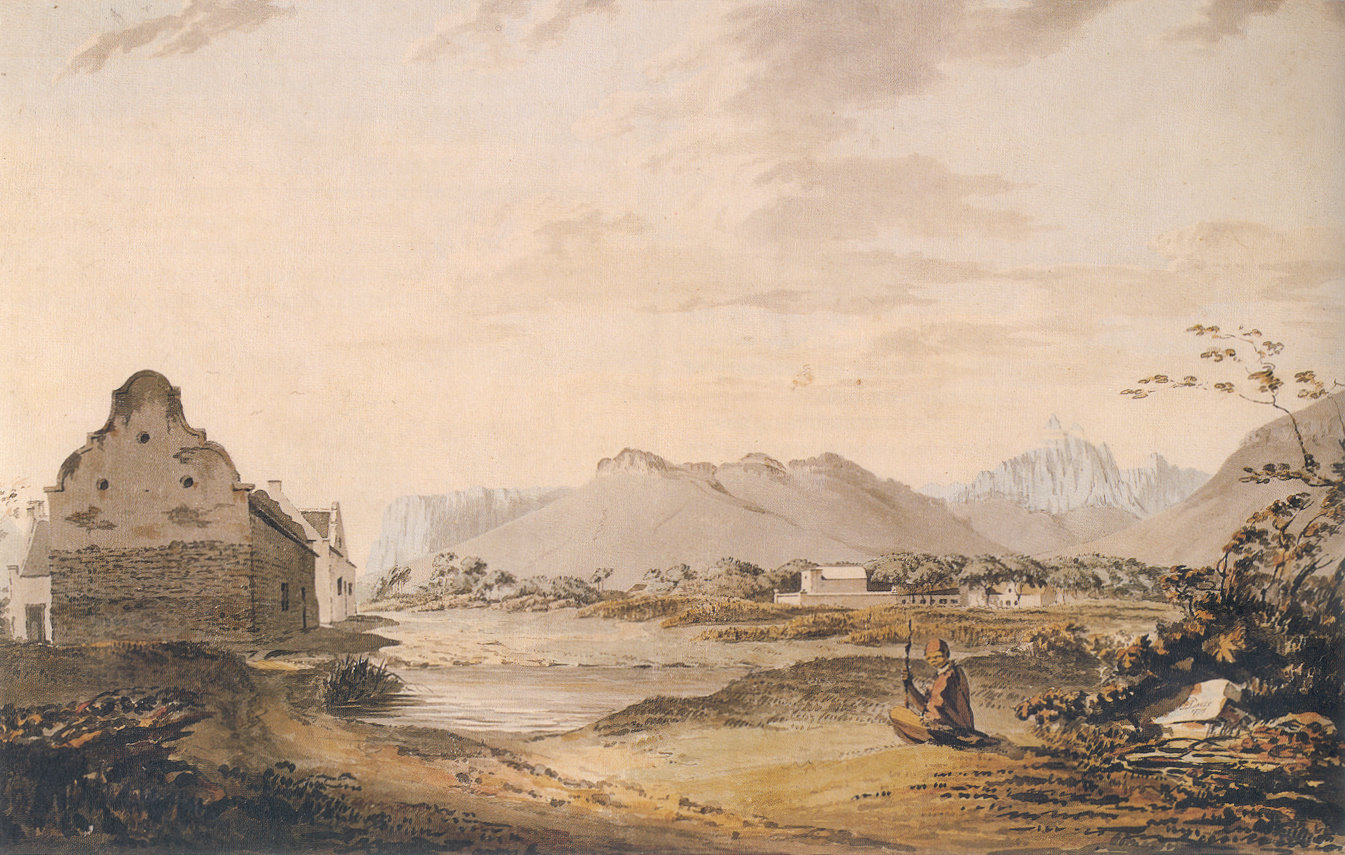
Stellenbosch par Samuel Davis (1779).

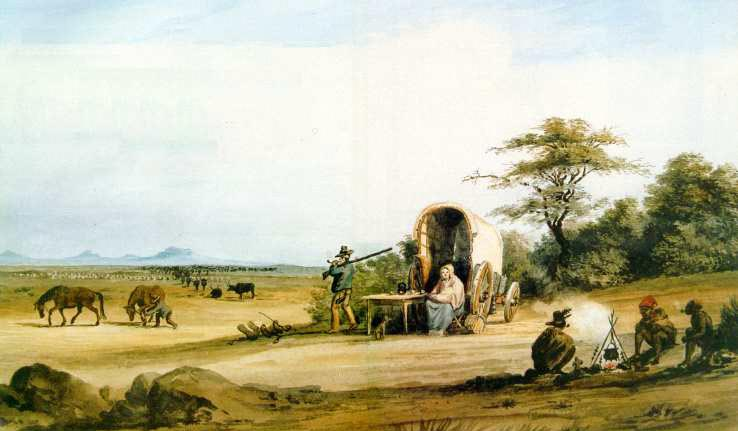
Des Trekboers traversant le désert du Karoo.

En 1699, Willem Adriaan van der Stel succède à son père comme gouverneur du Cap. Arrogant, imbus de sa personne, il entreprend de monopoliser les contrats commerciaux les plus avantageux. Son comportement et son amour ostentatoire de l'argent finissent par scandaliser ses administrés. Ainsi, 63 d'entre eux en réfèrent aux autorités supérieures de la Compagnie et en 1706, la première manifestation de défiance envers le gouvernement autocratique est organisée au Cap alors qu'un certain nationalisme blanc se développe. Ainsi, le jeune Hendrik Bibault refuse publiquement d'obéir aux injonctions d'un juge argüant du fait qu'il n'était plus Néerlandais mais Africain (Afrikaner). Au bout du compte, Adriaan van der Stel est révoqué et expulsé de la Compagnie.
La colonie prospère durant tout le XVIIIe siècle, repoussant toujours plus vers l'est et le nord ses frontières. De 1688 à 1708, la population d'origine européenne triple ainsi pour atteindre 1 723 individus auxquels s'ajoutent 1 771 esclaves. Lors de cette expansion vers l'intérieur des terres, de nombreux Khoïkhoïs sont décimés, parfois au cours d'accrochages meurtriers avec les colons nomades mais beaucoup lors d'épidémies de variole, notamment en 1713 et 1755. Si certaines tribus se maintiennent à l'écart des hommes blancs et conservent leur indépendance, la plupart cependant s'incorporent à la société coloniale et s'établissent près des villes ou sont recrutés dans les fermes comme main d'œuvre à bon marché.
En 1787, le gouvernement néerlandais impose une nouvelle législation forçant les Khoïkhoïs nomades soit à se sédentariser près des fermes soit à quitter la colonie et s'établir au-delà de la frontière coloniale. Ces derniers se heurtent aux Bushmans établis entre les montagnes de Sneeuwberg et du fleuve Orange. Les Bushmen sont eux aussi victimes de l'expansion coloniale au XVIIIe siècle. Près de 3 000 d'entre eux sont capturés ou tués lors d'opérations de représailles menés par des commandos de paysans néerlandais.
Mais au XVIIIe siècle, les conflits les plus importants concernent les relations entre les colons et la compagnie néerlandaise des Indes Orientales. Après l'affaire de la révolte des colons contre Adriaan van der Stel, la Compagnie décide de stopper l'immigration néerlandaise dans la colonie pour limiter l'utilité du Cap à sa fonction de station de ravitaillement. À cette fin, la Compagnie entreprend également de monopoliser les débouchés commerciaux de la colonie, de fixer les prix des productions locales et d'imposer une administration de plus en plus tatillonne et procédurière.
Disposant également des pouvoirs judiciaires et législatifs, elle impose unilatéralement sa politique et son système fiscal aux colons libres.
Son but avoué est de planifier l'économie locale et de décourager tout développement d'industrie ou tout esprit d'initiative individuel qu'elle ne pourrait contrôler.
Cette politique restrictive de harcèlement va cependant encourager l'esprit libertarien chez les colons libres et les paysans néerlandais natifs de la colonie, dorénavant appelés Boers. Ces derniers cherchent alors à échapper au contrôle oppressif de la Compagnie et franchirent les frontières pour s'établir hors de sa juridiction. Ils sont appelés Trekboers ou tout simplement Trekkers.
Ainsi, en 1730, ils s'installent à Mossel Bay, puis atteignent le fleuve Gamtoos en 1765, le Cambedoo en 1770 et la rivière Great Fish en 1778.

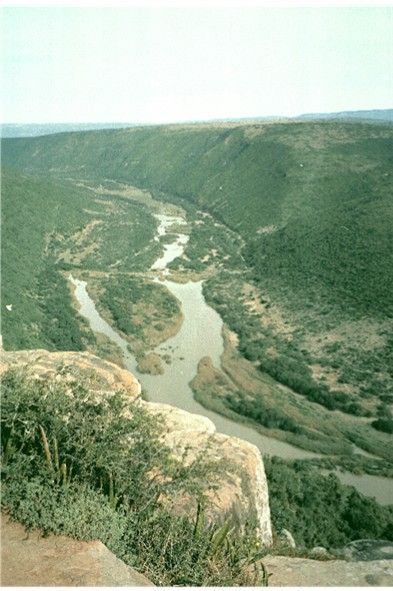
La rivière Great Fish dans le Cap-Oriental.

Afin de contrôler cette émigration intérieure qu'elle désapprouve, la Compagnie fixe à chaque fois de nouvelles frontières situées au-delà des implantations boers les plus importantes. Ainsi en 1745, elle annexe Swellendam et y nomme un représentant, puis, en 1786, s'empare de Graaff-Reinet, ville de frontière située en plein désert du Karoo à plus de mille kilomètres au nord-est de la ville du Cap.
L'expansion des Trekboers augmente les risques de conflits avec les tribus indigènes émigrant d'Afrique centrale vers le sud et l'ouest de l'Afrique du Sud. Celles-ci vivent à quelque 1 500 kilomètres du Cap sur la côte atlantique et à 700 kilomètres à l'est dans l'intérieur des terres, mais plusieurs tribus commencent à se rapprocher des zones où vivent les Trekboers. En 1779 ont lieu les premières escarmouches entre Boers et tribus indigènes Xhosas pour la possession de bétail dans les zones frontalières (première guerre Cafre).
En 1780, afin d'éviter ces conflits naissants, le gouverneur néerlandais Joaquim van Plettenberg fixe la frontière-est de la colonie du Cap à la rivière Great Fish et au fleuve Gamtoos.
Mais les Trekkers la franchissent quasi immédiatement en direction des côtes du Natal, malgré l'opposition néerlandaise.
En 1781, à la recherche de nouveaux pâturages, les Xhosas franchissent également la rivière Great Fish et pillent la région frontalière du Zuurveld. En riposte, les Boers s'organisent en commando et repoussent les Xhosas au-delà de la rivière Great Fish. Le conflit reprend encore huit années plus tard.

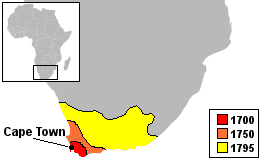
L'expansion néerlandaise de 1700 à 1795.

En 1795, les Boers des districts de frontière, harcelés par de multiples guerres locales avec des tribus venant de l'est, expulsent les représentants de la Compagnie et déclarent leur indépendance à Swellendam et Graaff Reinet.
La population d'origine européenne d'Afrique du Sud compte alors 20 000 personnes et se trouve dépassée par celle des esclaves (25 000 individus).

### L'esclavage
La colonie du Cap importe des esclaves venant de Madagascar et d’Indonésie à partir du XVIIe siècle.
En 1657, les premiers esclaves sont importés de Batavia de Ceylan et de Madagascar pour être utilisés à la construction des infrastructures de la colonie ou être répartis entre les propriétaires terriens alors que plusieurs expéditions sont organisées pour reconnaitre l'intérieur des terres.
À la fin du XVIIe siècle, des esclaves sont encore importés de Guinée, de Madagascar, d’Angola et de Java pour pallier le manque de main-d'œuvre.
La colonie du Cap reçoit environ 4 300 esclaves entre 1652 et 1795.
De 1795 à 1807, le trafic s’élève à 200 ou 300 esclaves par an. On estime au total que 20 000 à 50 000 esclaves ont été importés. Ces esclaves étaient employés essentiellement dans les activités agricoles, mais aussi dans les bordels de la colonie du Cap. Ils se révoltèrent par deux fois en 1808 et en 1825.
L’esclavage est aboli dans la colonie en 1834 (Voir sous-chapitre 3.1).

## La prise de possession par les Britanniques

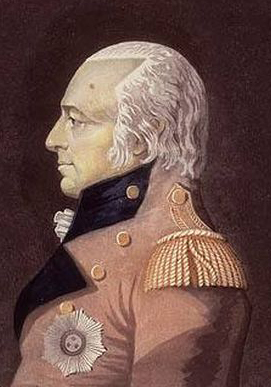
James Henry Craig (1748-1812)

Alors qu'en Europe, les Provinces-Unies devenues la République batave tombent sous l'influence de la République française (traité de La Haye du 16 mai 1795), le gouvernement du Royaume de Grande-Bretagne ordonne d'occuper les colonies néerlandaises afin d'éviter qu'elles ne tombent sous l'emprise stratégique des Français. Le général James Henry Craig est alors envoyé au Cap à la tête d'un contingent militaire. Les Néerlandais tentent un temps de résister mais leurs Khoïkhoïs désertent et rejoignent l'armée britannique. À Graaff-Reinet, les Boers tentent également de résister mais l'armée britannique met fin à leur rébellion. Ils se révoltent sporadiquement encore en 1799 et en 1801 alors qu'une troisième guerre Cafre éclate avec les Xhosas.

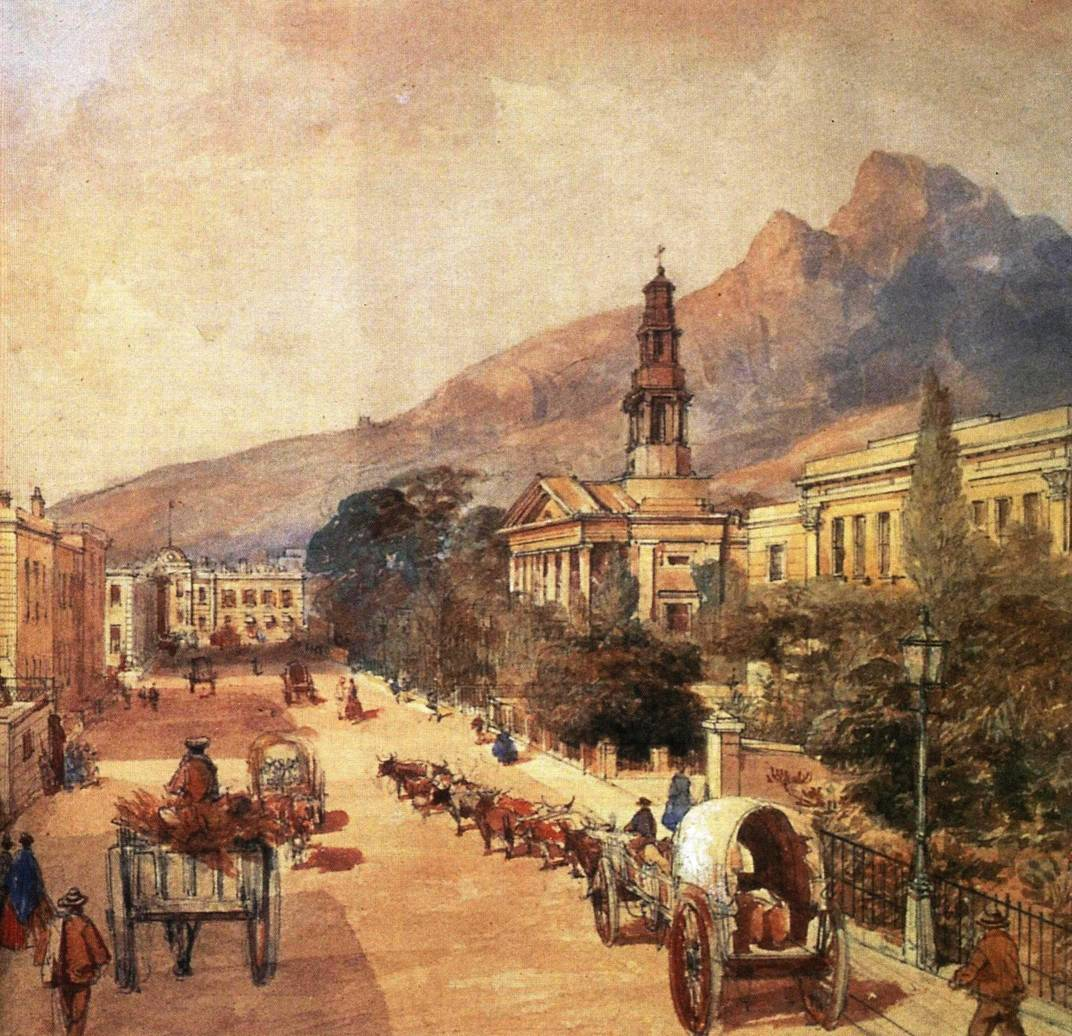
Le Cap et la cathédrale St. George au début du XIXe siècle - peinture de Thomas William Bowler (1812-1869)

Durant l'occupation britannique, le général Craig met fin à de nombreuses dispositions archaïques imposées par la Compagnie. Il fait notamment abolir la torture qui était encore un moyen légal de recours de la justice pour obtenir des aveux.
En février 1803, en vertu des termes de la paix d'Amiens, la colonie du Cap est rétrocédée à la République batave. Les Néerlandais y envoient le commissaire général Jacob Abraham de Mist et le général Jan Willem Janssens. Mais en janvier 1806, trois mois après Trafalgar, la colonie est de nouveau occupée par les Britanniques.
La colonie du Cap s'étend alors sur 194 000 kilomètres carrés et compte un peu plus de 60 000 habitants dont quelque 25 000 Blancs, majoritairement des Boers d'origine franco-germano-néerlandaise, 15 000 Khoïsans, 25 000 esclaves et un millier d'hommes libres (anciens esclaves libérés de leur servitude). Une étude portant sur les origines de la population afrikaner en 1807 répartissait celle-ci à l'époque en néerlandais (36,8 %), états de langue allemande (35 %), français (14,6 %), non blancs (7,2 %), autres (2,6 %), indéterminés (3,5 %) et britanniques (0,3 %) .
La colonie est alors administrée par une autorité de fait pendant huit années. À partir de 1807, elle est rattachée au Colonial Office, représentée localement par un gouverneur. Pas moins de six gouverneurs britanniques se succèdent à un poste assimilé à un « tombeau de réputations ». Néanmoins, c'est durant cette administration que des missions protestantes anglicanes s'installent en Afrique du Sud dont la Société missionnaire de Londres (LMS) et entreprennent de venir en aide, de protéger, de conseiller et de convertir les tribus hottentotes locales.

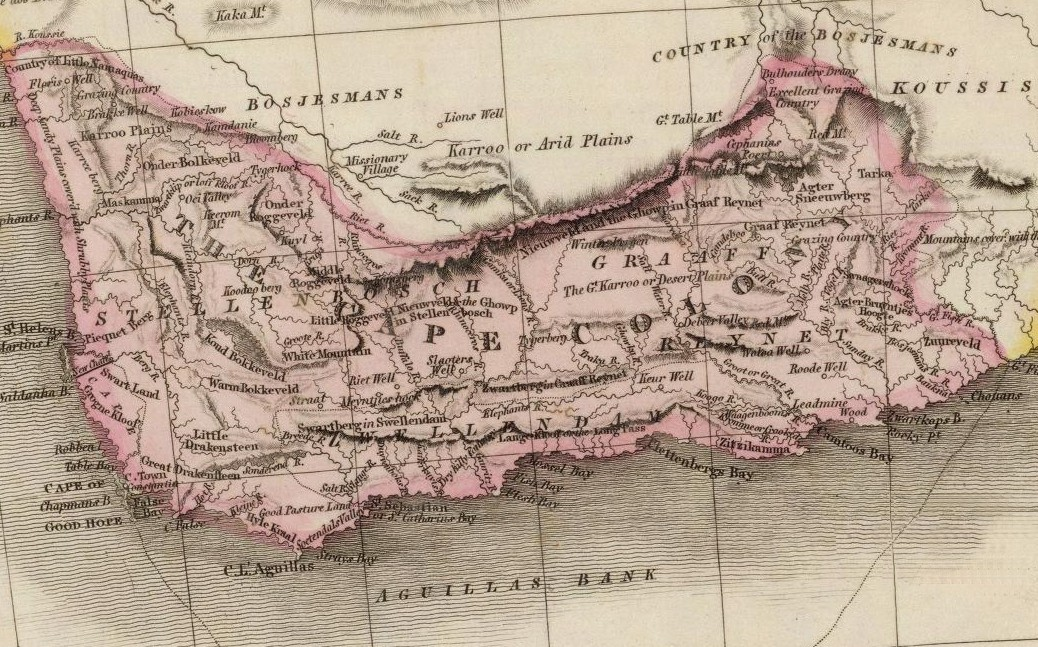
Carte de la colonie du Cap en 1809.

En 1809, ils obtiennent ainsi du gouverneur Caledon la création de contrat de travail prévoyant un salaire régulier pour tout emploi d'individu hottentot.
En 1812, les missionnaires ayant affirmé que les colons maltraitaient leurs domestiques hottentots, une enquête minutieuse est ordonnée par le Colonial Office : des tribunaux ambulants reçoivent l'ordre du gouverneur Cradock de juger les plaintes déposées par les Hottentots contre leurs employeurs, jugés en audiences publiques.
Ces avancées provoquent l'irritation des Boers. Certains d'entre eux sont effectivement accusés par les Hottentots de meurtre, de traitements barbares ou de non-paiement des gages et salaires. Aussi, sur 62 Européens accusés, 8 sont condamnés pour violences et plusieurs dizaines pour non-paiement des salaires. Un seul est envoyé au Cap où la Cour supérieure prononce la peine de mort (il est finalement gracié). Mais dans le Veld, les Boers perçurent ces arrêts de tribunaux comme la preuve d'une hostilité de l'administration britannique à leur encontre et d'une atteinte à leurs libertés bien qu'à la même époque, ils combattaient les intrusions cafres du côté de la rivière Great Fish au côté de l'armée britannique.
Lors du traité de Paris de 1814, le Royaume-Uni (le Royaume de Grande-Bretagne étant devenu le Royaume-Uni en 1801) acquiert officiellement et définitivement la colonie du Cap.

## La colonisation britannique

### État des lieux

Drapeau de la colonie du Cap.

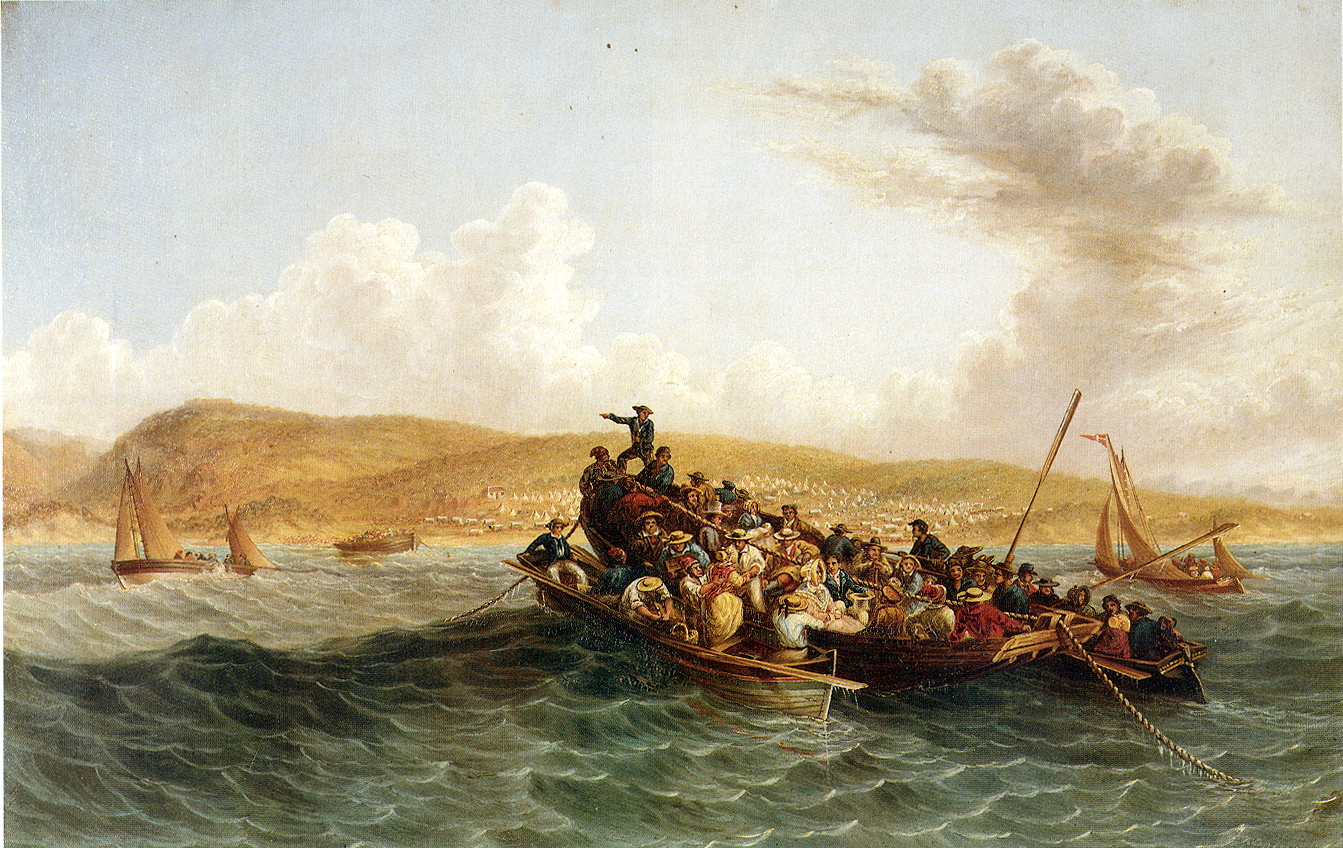
Arrivée des colons britanniques dans la baie d'Algoa (1820).

En 1815, les tensions entre Boers et autorités britanniques franchissent un nouveau pas à la suite de la mort de Frederic Bezuidenhout. Ce jeune boer de l'intérieur avait refusé de se rendre à une convocation judiciaire et avait été condamné par défaut. Un détachement de police composé de quatre Blancs et de douze Hottentots fut envoyé pour l'arrêter. Il résista et il fut tué par l'un des Hottentots armés. Le frère de la victime cria à l'assassinat et parvint à soulever une soixantaine de fermiers, décidés à venger Frederic Bezuidenhout. Perçus comme des rebelles, ils furent à leur tour pourchassés. Acculés à la reddition, ils passèrent en jugement. Cinq d'entre eux furent condamnés à mort. Le 9 mars 1816, ils furent pendus à Slachters Neck. Quatre le seront deux fois, la corde ayant rompu sous leurs poids. Cet épisode restera longtemps l'un des motifs d'acrimonie des Boers envers les Britanniques.
Sur la frontière méridionale, les tensions persistent entre Xhosas et Boers bien que des tentatives soient faites pour apaiser les relations entre les deux communautés. À partir de 1817, une grande foire annuelle permettant de mettre en contact marchands blancs et Xhosas est organisée à l'avant-poste de Graham's town. En 1819, une nouvelle guerre de frontière se conclut par l'annexion à la colonie du Cap des territoires situés en amont de la rivière Fish jusqu'au fleuve Keiskamma (en), refoulant les Xhosas au nord de cette frontière.
Les premières vagues d'immigration britanniques en Afrique du Sud commencent dans les années 1817-1819. Le gouverneur Charles Somerset souhaite alors fortifier la frontière est avec les territoires xhosas. C'est dans cette optique qu'il entreprend d'intensifier la colonisation de la région frontière du Zuurveld située en amont de la rivière Sundays et en aval de la rivière Great Fish.
En 1820, avec le soutien de Lord Somerset et du parlement britannique, près de 4 000 colons anglais émigrent dans cette région au bord de l'océan Indien. Principalement d'anciens chômeurs urbains qui se révélèrent de piètres fermiers, ils s'établirent pour la plupart comme artisans et commerçants à Port Elizabeth, alors un petit village de la baie d'Algoa et à Grahamstown, alors garnison britannique. Cette nouvelle émigration de « loyaux sujets de Sa Majesté » permet de faire contrepoids aux descendants de colons néerlandais, rétifs à la nouvelle administration. Elle permet en outre d'angliciser la colonie.

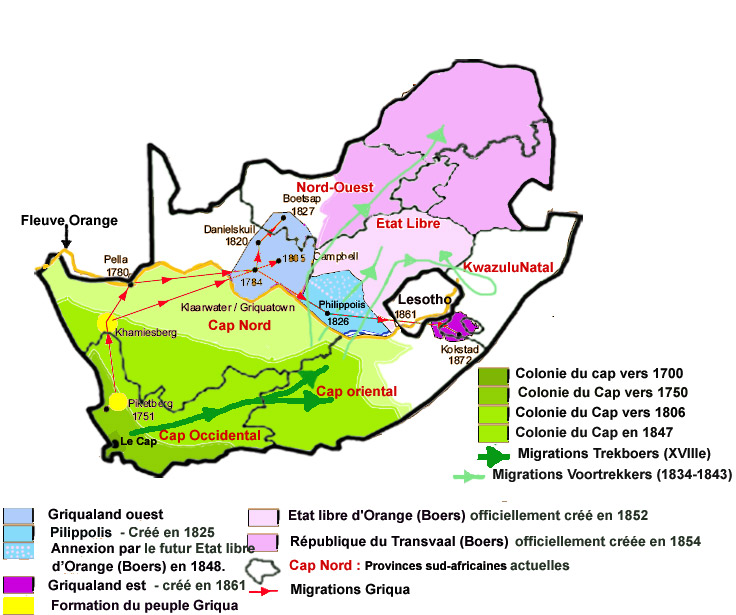
Carte d'Afrique du Sud indiquant l'évolution des frontières de la colonie du Cap de 1700 à 1847 ainsi que la migration des Griquas et des Boers au XIXe siècle.

En 1822, le néerlandais perd son statut de langue officielle dans les tribunaux et les services gouvernementaux. Il recule dans les domaines scolaires et religieux. Le processus d'anglicisation est en marche alors que le patois néerlandais, appelé aussi afrikaans, est dénigré et réservé aux rustauds des frontières.
En 1828, l'anglais devient la seule langue officielle pour les affaires administratives et religieuses. Les Hottentots se voient également reconnaître l'égalité des droits avec les blancs.
Dans les années 1820, le mouvement abolitionniste avait pris de l'ampleur au Royaume-Uni. Elle aboutit en 1834 à l'émancipation de tous les esclaves de la colonie du Cap. Pour apaiser les esprits, le gouverneur, Sir Benjamin D'Urban instaure un conseil législatif de douze membres supposé permettre aux administrés du Cap de débattre des affaires publiques.
Les compensations pécuniaires pour l'émancipation des esclaves ne satisfirent pas les anciens propriétaires d'esclaves et en 1835, plusieurs milliers de fermiers Boers décidaient de rompre tout lien avec la colonie du Cap et de s'exiler à l'intérieur des terres pour fonder une république boer indépendante. C'est le Grand Trek.
En quelques années, près de 15 000 boers quittent ainsi la colonie du Cap pour l'inconnu. Beaucoup partent ainsi de Graaff-Reinet dans des convois menés par des chefs élus, le plus souvent charismatiques. Ceux-ci les mèneront au Natal puis plus tard vers le nord où ils fondent la république sud-africaine du Transvaal et l'État libre d'Orange.

### La Cafrerie britannique

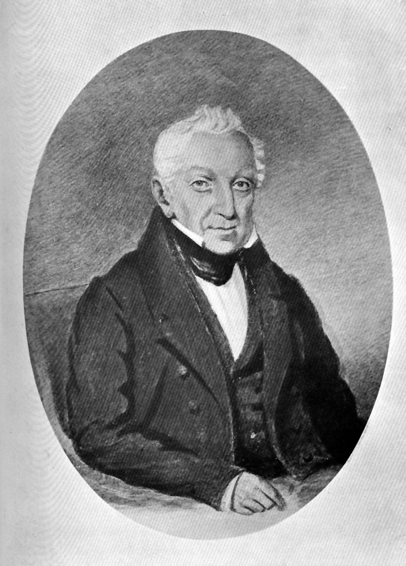
Sir Harry Smith

Pendant ce temps, sur la frontière est, les escarmouches étaient de plus en plus violentes. Le 11 décembre 1834, un chef de haut rang xhosa est tué lors d'un raid des commandos boers. Le frère de la victime lève alors dans la foulée une armée de 10 000 guerriers, franchit le fleuve Keiskamma, frontière orientale de la colonie du Cap, procède à un pillage systématique des fermes et abat tous ceux qui résistent. Non seulement les fermiers blancs sont visés mais aussi les fermiers khoïkhoïs établis près de la rivière Kat. Le gouverneur Sir Benjamin d'Urban réagit rapidement et envoie dans la région un contingent militaire sous le commandement du colonel Harry Smith. Celui-ci atteint Grahamstown le 6 janvier 1835. Pendant neuf mois, de sévères combats opposent troupes britanniques et les guerriers xhosas.

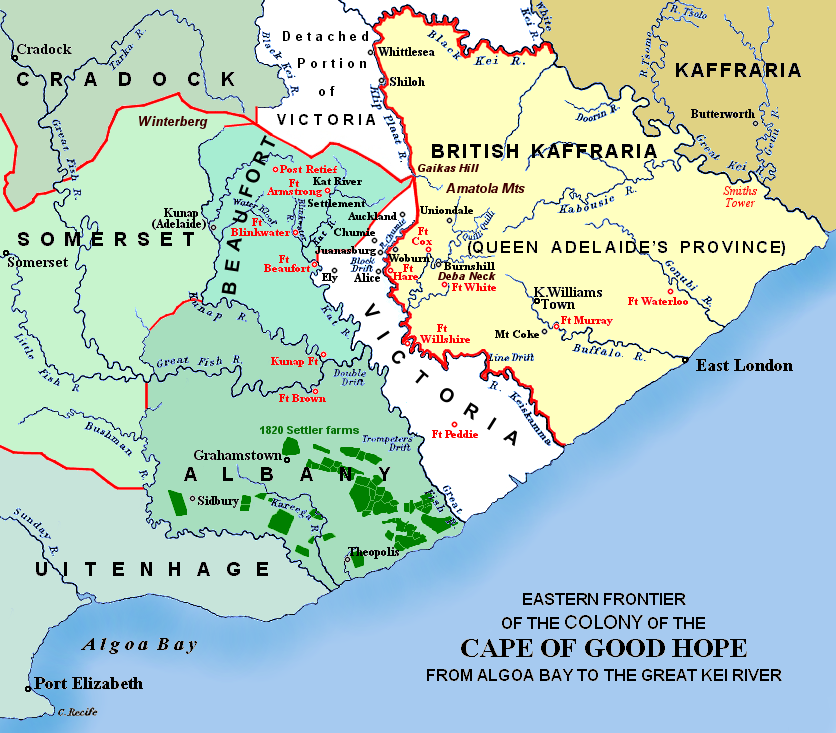
Frontière est de la colonie du Cap et la cafrerie britannique en 1835.

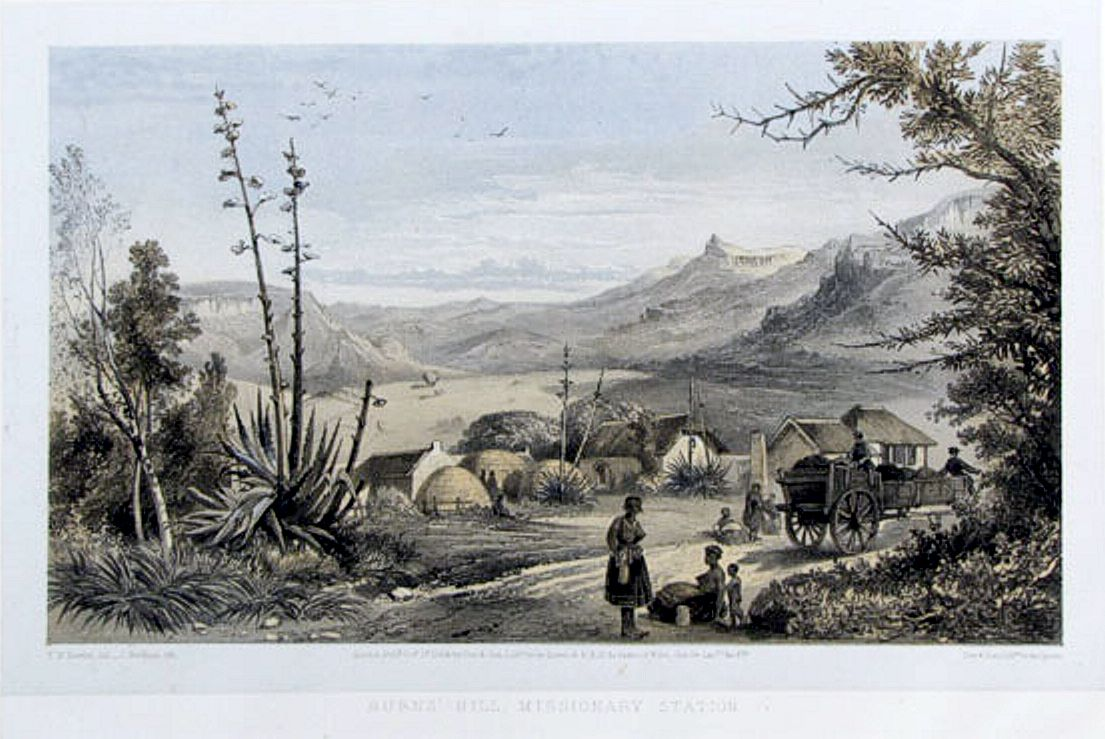
Mission établie sur le fleuve Keiskamma - peinture de T. Bowler.

Le 10 mai 1835, Smith proclame l'annexion de la région située entre les fleuves Keiskamma et Grand Kei sous le nom de province de la Reine-Adélaïde, en hommage à l'épouse du roi Guillaume IV. L'annexion de cette région à la colonie du Cap est désavouée par le secrétaire d'État aux colonies.
Le 10 décembre 1835, la province est alors déclassée en district de la Reine-Adélaïde en attendant que le statut du territoire soit fixé. Finalement, le principe de restituer la région aux indigènes, défendu par le secrétaire d'état aux colonies, Lord Glenelg, est approuvé par Londres. En 1836, Sir Durban, qui était favorable à l'annexion, doit retirer ses troupes de la zone tampon et les installer près de la frontière marquée par le fleuve Keiskamma.
Le 17 septembre 1838, un traité de paix est signé entre les autorités britanniques et les représentants xhosas.
Pendant ce temps, le grand trek des Boers avaient conduit le gouverneur du Cap, sous l'impulsion des missionnaires anglicans, à reconnaître un certain nombre d'États indigènes, pour les soustraire à toute convoitise des Boers. Ainsi à la frontière nord de la colonie du Cap, les premiers traités étaient signés avec les Gricquas en 1843-1844 pour la reconnaissance du Griqualand Ouest alors que dans le centre-est, les Basothos se plaçaient sous un régime de semi-protectorat britannique.
En mars 1846, l'attaque meurtrière par les Xhosas d'une escorte militaire khoïkhoï débouche sur une nouvelle guerre Cafre et la défaite des guerriers xhosas par le général Somerset le 7 juin 1846 à Gwangu. La guerre dure encore quelque temps jusqu'à la reddition de Sandili, le chef xhosa de la tribu des Ngqika.
Le 17 décembre 1847, le district est annexé et prend le nom de Cafrerie britannique. Harry Smith, nouvellement nommé gouverneur, annonce qu'elle sera administrée séparément de la colonie du Cap en tant que possession de la Couronne britannique.
Les frontières nord de la colonie du Cap sont alors délimitées par le fleuve Orange et à l'est, par la Cafrerie Britannique.
En 1850, les Xhosas se soulèvent de nouveau après que Smith a fait destituer le récalcitrant Sandili de sa fonction de chef de la tribu Ngqika pour le remplacer temporairement par un magistrat britannique. Le 24 décembre, l'escorte du Colonel George Mackinnon est attaqué par les Xhosas alors que les colons établis dans les villages frontaliers sont attaqués par surprise. La plupart sont tués et leurs fermes incendiées. Le gouverneur Harry Smith, présent dans la région, est lui-même encerclé avec son escorte à Fort Cox. Il parvient à se réfugier à King William's Town sous le feu des guerriers xhosas, armés des carabines. Dans le même temps, plus de 900 Khoïkhoïs, jusque-là d'anciens soldats loyalistes envers les Britanniques, rejoignent les guerriers xhosas. Ils revendiquent l'établissement d'une République khoïkhoï.
La guerre dura quelques années avec les montagnes Amatolas pour principal champ de bataille. Entre-temps, en 1852, Sir Harry Smith avait été rappelé au Royaume-Uni. Le lieutenant-général Cathcart lui succéda. Les Xhosas furent finalement expulsés des montagnes Amatolas et en mars 1853, la frontière solidifiée. La Cafrerie britannique changea alors de statut pour devenir une colonie de la Couronne. Les chefs xhosas sont alors placés sous la tutelle des conseillers britanniques.
En 1856, une jeune fille xhosa nommée Nongqawuse annonça avoir eu la vision que la puissance des Xhosas serait restaurée, le bétail multiplié et les Blancs chassés. Elle affirma que cette prévision ne se réaliserait que si, en préliminaire, tout le bétail était abattu, les récoltes brulées et les réserves alimentaires détruites. Membre d'une famille xhosa importante, elle fut entendue et les chefs xhosas ordonnèrent de procéder à la destruction du bétail et des récoltes. La mort du lieutenant-général Cathcart en Crimée fut interprétée comme un signe annonciateur.
À la date attendue du 11 août 1856, la prédiction ne se réalisa pas alors que 85 % du bétail avait été abattu. La faute en fut imputée aux récalcitrants et de violentes querelles achevèrent de plonger la région dans la misère et la famine. Pour survivre, plusieurs milliers de Xhosas n'eurent d'autres choix que de recourir au cannibalisme alors que d'autres fuyaient vers la colonie du Cap pour implorer des secours. En fin de compte, cette famine meurtrière tua plus de 50 000 Xhosas en six mois ce qui signa la fin des guerres cafres sur la frontière orientale de la colonie. La population de la Cafrerie passa en deux ans de 105 000 à moins de 27 000 individus.
Les terres dépeuplées sont alors attribuées à plus de 6 000 immigrants européens d'origine allemandes dont un certain nombre étaient d'anciens membres de la légion germanique qui avait combattu au côté des Britanniques lors de la guerre de Crimée.
En 1866, tout le territoire de la Cafrerie britannique est incorporé à la colonie du Cap pour former les districts de King William's Town et de East London. Le transfert est marqué par la levée de la prohibition envers les indigènes de ces districts.

### Le développement de la colonie

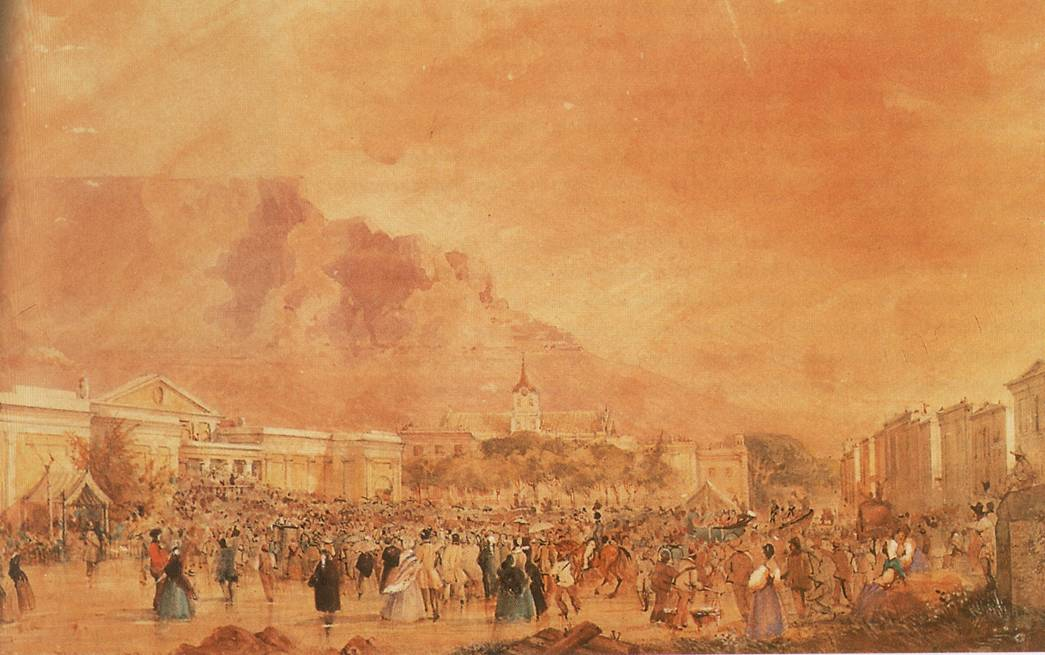
Protestations contre le projet d'établir une colonie pénitentiaire au Cap - Peinture de T. Bowler (1849).

Pendant ce temps, la colonie avait continué de prospérer alors que le Royaume-Uni avait inauguré une nouvelle politique active d'immigration vers l'Afrique du Sud.
Dès la fin des années 1830, une législation sur l'instruction publique est adoptée ainsi qu'une législation en matière de voirie publique. L'industrie viticole se développe et se modernise ainsi que l'élevage. En 1846, la laine est le premier produit d'exportation de la colonie.
En 1848, le colonial office décide de faire du Cap une colonie pénitentiaire pour les Irlandais reconnus coupables de crimes et délits. À la suite de la réaction violente des colons, alors que le premier navire pénitentiaire approchait des côtes sud-africaines, le gouverneur Harry Smith décida, pour préserver la paix civile, d'interdire d'accostage les prisonniers lors de leur arrivée à Simon's Bay le 19 septembre 1849. Au bout de cinq mois de blocage, le Colonial Office décida alors de dérouter le navire vers la Tasmanie. En refusant d'être une colonie pénitentiaire, l'Afrique du Sud se privait alors de toute une nouvelle catégorie de population qui allait participer au développement des communautés européennes d'Australie et de Tasmanie. Les administrés de la colonie du Cap profitèrent néanmoins de cet épisode pour réclamer de nouveaux droits, notamment celui de s'autogérer.
En 1852-1854, les frontières sont fixées avec les républiques du Transvaal et de l'Orange. La colonie du Cap a désormais des états voisins gouvernés par des descendants d'européens.
Le 11 mars 1854, la colonie du Cap est désormais elle-même dotée d'une constitution avec un parlement élu, légiférant sur les affaires intérieures. Celle-ci prévoit l'établissement de deux assemblées dont les membres sont élus au suffrage censitaire. Le minimum de propriété pour voter à la chambre basse est ainsi très faible (25 livres) permettant à 80 % de la population masculine d'exercer son droit de vote. La sélection des électeurs de la chambre haute est plus rigoureuse et nécessite de posséder déjà une certaine fortune (de 2 000 à 4 000 livres).
L'égalité des races, reconnues depuis 1828, est réaffirmée. Ainsi, un grand nombre de métis (55 % de la population du Cap) et de noirs bénéficient de la franchise électorale et se retrouvent électeurs de plein droit à la chambre basse. En outre aucune restriction quant à l'illettrisme n'est prévue.

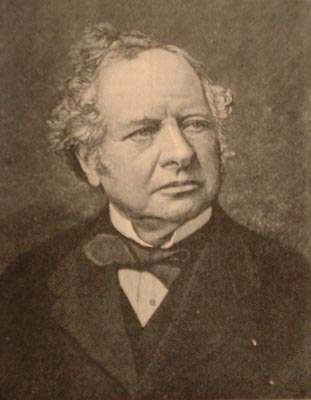
Sir George Grey

C'est aussi en 1854 que Sir George Grey est nommé gouverneur de la colonie du Cap pour laquelle il décide de donner une nouvelle orientation politique plus ambitieuse. Jusque là, aucun gouverneur n'avait démontré de réelle ambition régionale pour la colonie. Celle-ci ne s'était d'ailleurs agrandie que du fait de la migration des colons ou pour préserver la paix civile. Le fleuve Orange était une frontière politique, diplomatique et économique que les différents gouverneurs successifs avaient refusé de franchir jusqu'à l'établissement des républiques boers. En 1858, le gouverneur Grey proposa l'établissement d'une confédération sud-africaine englobant toute l'Afrique du Sud, y compris les républiques boers et les territoires indigènes. Sa proposition ambitieuse fut immédiatement rejetée par Londres. Sir George Grey entreprend alors de développer les infrastructures routières. Avec le soutien des missionnaires comme Robert Moffat et des explorateurs comme David Livingstone, il ouvre une route vers le Botswana, au-delà du fleuve Orange et du désert du Karoo. Il entreprend aussi de débuter l'intégration à des Xhosas, rendus dociles après la famine de 1857, en leur octroyant un début d'instruction publique non obligatoire de type britannique.
Quand il quitte Le Cap en 1861, George Grey laisse une colonie plus prospère. Sa politique de grands travaux publics incluant des barrages a permis à la colonie de se moderniser. Des mines de cuivre commencent à être exploitées dans le petit Namaqualand, l'industrie de la laine est bénéficiaire et le Natal est devenue une colonie de la Couronne. Les chemins de fer commencent à se développer avec le lancement de la première ligne Le Cap-Wellington. En 1869, l'élevage d'autruches devient une nouvelle activité prospère de la colonie et participe au développement économique de la région d'Oudtshoorn.
Par comparaison, dans les années 1860, l'économie des républiques boers est autarcique et primitive alors que l'administration et les infrastructures sont quasi inexistantes, notamment au Transvaal.

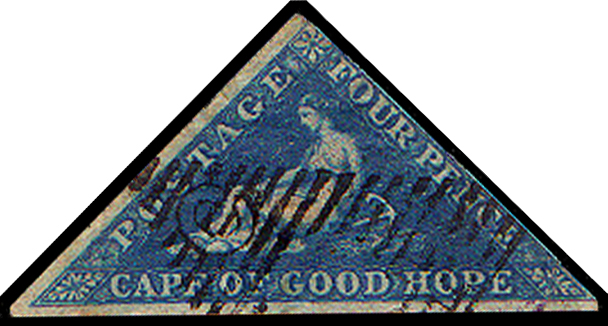
Timbre triangulaire de la colonie du Cap.

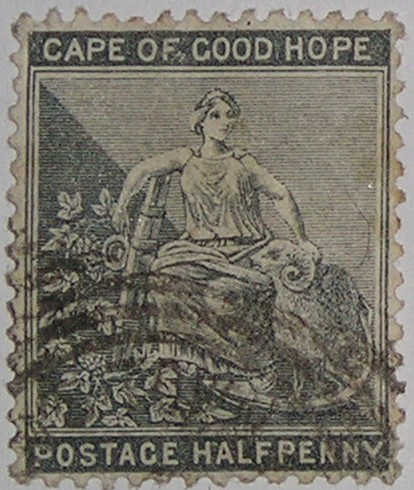
Timbre allégorique de 1892.

En 1865, la colonie du Cap compte 180 000 habitants d'origine européenne alors que toute l'Afrique du Sud compte aux alentours de 250 000 Blancs. Elle compte aussi 200 000 métis et Hottentots ainsi que 100 000 Bantous, établis principalement dans la région orientale de la colonie. L'immigration européenne reste inférieure aux prévisions. Ainsi entre 1820 et 1860, la moyenne des immigrants ne dépasse pas 750 personnes par an bien que la population blanche sud-africaine ait doublé entre 1820 et 1835. L'accroissement démographique est donc essentiellement dû à la natalité. Le peuplement européen de l'Afrique du Sud n'a jamais été prioritaire que ce soit sous l'administration néerlandaise ou britannique bien que ces derniers aient réactivé une politique d'immigration active pour faire du territoire sud-africain une colonie de peuplement. Mais pour des raisons stratégiques, le gouvernement britannique et le Colonial Office s'attachaient prioritairement au peuplement du Canada et de l'Australie. Ainsi, il ne fut pas étonnant que les navires affectés à la desserte de la colonie du Cap étaient en nombre plus restreint et que parfois, ceux-ci étaient réaffectés pour desservir d'autres destinations.

### Annexions de territoires
En 1868, les Basothos en guerre contre les Boers de l'État libre d'Orange requièrent l'aide des Britanniques et le territoire se voit alors mis sous protectorat.
En 1871, à la suite de la découverte de diamants dans la région de Kimberley, le Griqualand Ouest est annexé.
À partir de 1875, les territoires indigènes, en amont de la rivière Kei et en aval de Port Edward dans la colonie britannique du Natal, sont progressivement annexés à la colonie du Cap sans que ces territoires soient pour autant tous ouverts à la colonisation. Le Fingoland est annexé dès 1875 puis le Griqualand-est en 1879. C'est ensuite le tour du Gcalekaland et du Bomvanaland en 1885, du Thembuland en 1886 et du Pondoland en 1894. Réorganisés en districts et administrés à l'aide de conseils indigènes (Native Council), ces territoires sont progressivement unifiés au sein d'un conseil général du Transkei.

### Une politique expansionniste

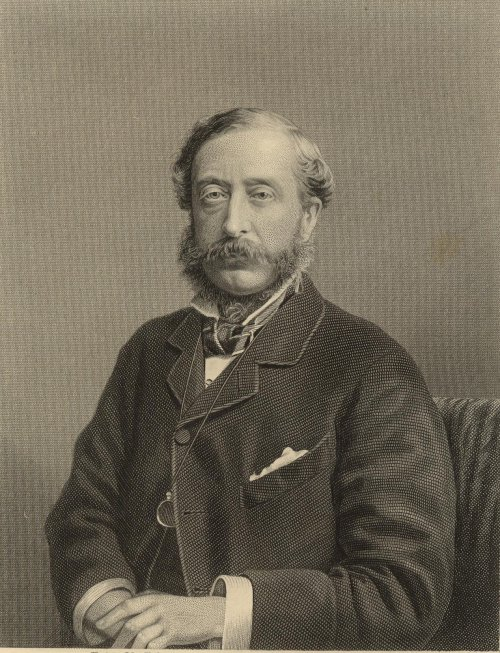
Henry Herbert, 4e duc de Carnavon

À partir de 1867, l'Afrique du Sud commence à connaître une ruée vers le diamant. Jusque-là perçu en Europe comme une contrée pauvre et dangereuse, le sous-sol de la région révèle ses potentielles richesses. Les colons britanniques sont les premiers à bénéficier de l'émergence de l'industrie diamantaire mais ce sont de tous les pays d'Europe et même d'Amérique qu'affluent des milliers d'aventuriers et de prospecteurs en quête de diamants. Parmi ces aventuriers figure un jeune britannique venu en Afrique du Sud pour des raisons de santé et qui fait fortune sur les champs de Kimberley : Cecil Rhodes.
Dans les années 1870, le plan de confédération sud-africaine de Sir George Grey est réétudié par le duc de Carnavon, le secrétaire aux colonies, après la réussite de son plan d'action en faveur d'une fédération canadienne. C'est à cette fin qu'en 1872, le gouvernement représentatif du Cap est remplacé par un gouvernement responsable devant le parlement de la colonie. Le gouverneur a un statut de chef d'État constitutionnel dont les pouvoirs sont limités concernant les affaires intérieures de la colonie mais il est aussi le haut-commissaire d'Afrique du Sud et à ce titre, responsable des relations de la Grande-Bretagne avec les états et peuple de la région.

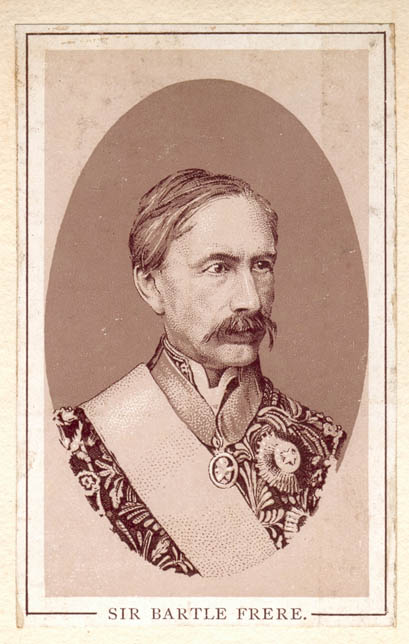
Sir Henry Bartle Frere.

En 1875, Carnavon entreprend de faire vendre un projet de fédération aux Sud-Africains relevant de la souveraineté britannique. Il propose même de scinder la colonie du Cap en deux états fédérés dont ses propositions sont toutes rejetées lors de la conférence organisée à Londres en août 1876.
En avril 1877, le Transvaal au bord de la banqueroute est annexé par la Grande-Bretagne. Carnavon demanda alors à Sir Henry Bartle Frere, le nouveau gouverneur de la colonie du Cap et haut-commissaire à l'Afrique du Sud, de réaliser la confédération sud-africaine.
Aussitôt arrivé au Cap, peu avant le 12 avril 1877, Bartle Frere doit faire cependant faire face à des troubles dans le Zoulouland, au Natal mais aussi à la frontière des territoires xhosas encore indépendants. La révolte des tribus Galekas et Gaikas débouche sur une neuvième guerre cafre inattendue et l'annexion in fine du Gcalekaland à la colonie du Cap. Accaparé par ces guerres, Bartle Frere ne peut présenter le projet de confédération lequel est abandonné après la démission de Lord Carnarvon de ses fonctions.
Mais l'abandon du projet de confédération, lequel était bien perçu parmi différentes tribus xhosas ou sothos, débouche sur de nouvelles révoltes et soulèvement, notamment au Basutholand. En fin de compte, celui-ci devient une colonie à part entière de la couronne britannique en 1882 et en 1884, la colonie du Cap est relevée de l'administration des territoires transkeiens.

### L'Afrikaner Bond et Cecil Rhodes

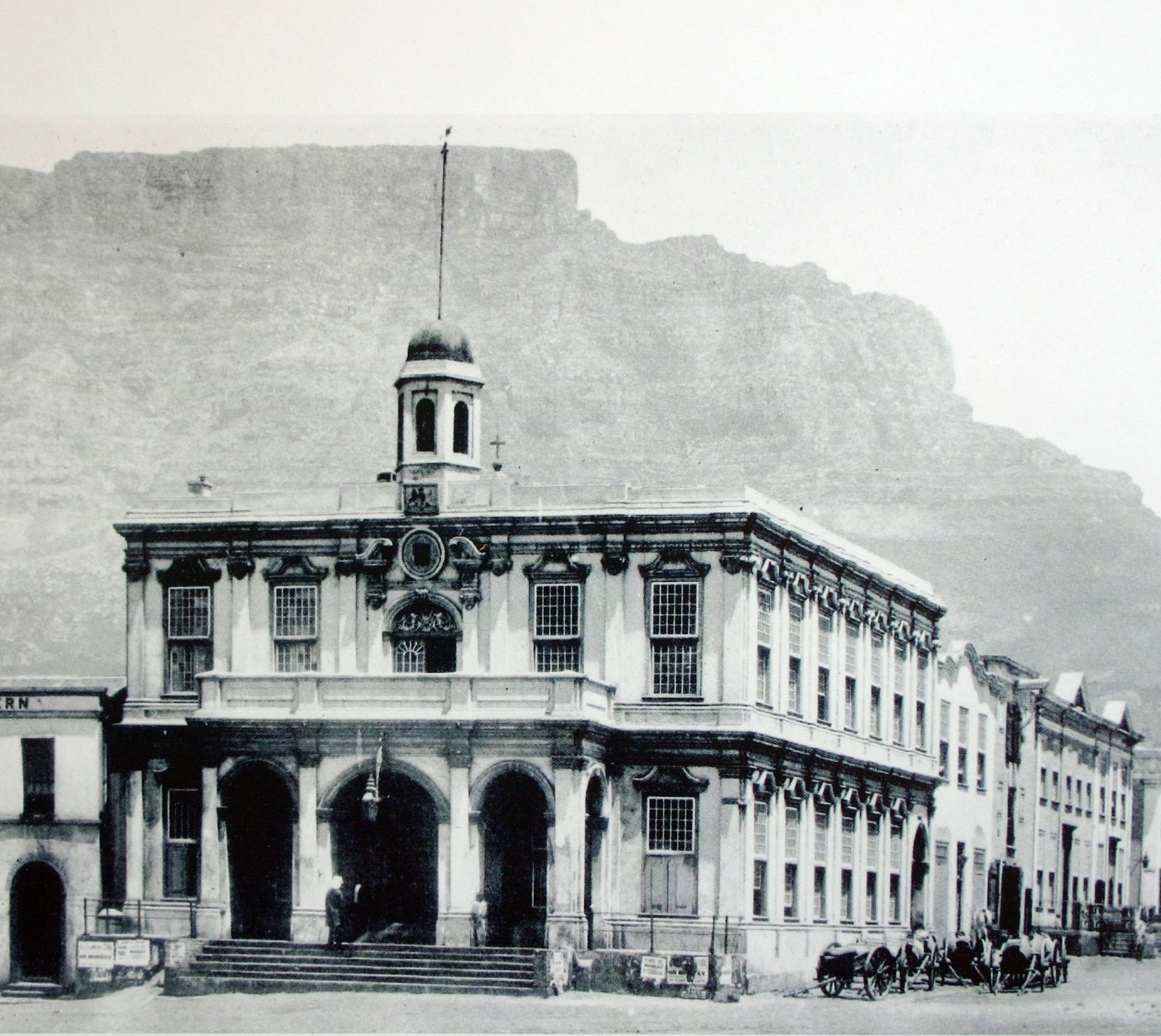
Hôtel de ville du Cap (1878).

En 1881, à la suite de la première guerre des Boers le Transvaal retrouve son autonomie au prix d'un soulèvement général concomitant à la montée au Cap d'un nationalisme des locuteurs de langue afrikaans, les Afrikaners. En 1875, un groupe d'enseignants et de pasteurs avaient formé un mouvement de revendication culturel, l'« Association des vrais Afrikaners » dont l'objectif était de défendre et d'imposer l'afrikaans au côté de l'anglais comme langue officielle de la colonie. En 1876, une revue en afrikaans, Die Afrikaanse Patriot, était éditée. En 1881, les Afrikaners du Cap se réunissent à Graaff-Reinet où ils fondent l'union afrikaner (Afrikaner Bond), partisane de l'inclusion des républiques boers et de la colonie du Cap. Le parti s'implante également au Transvaal et dans le gouvernement de Paul Kruger. D'abord unitaire, le Bond finit cependant par se fragmenter entre plusieurs courants politiques. Certains sont loyalistes et patriotes envers la Couronne, d'autres promeuvent l'insubordination et la résistance. La ligue du Cap se dissocie notamment des ligues de tendances républicaines.

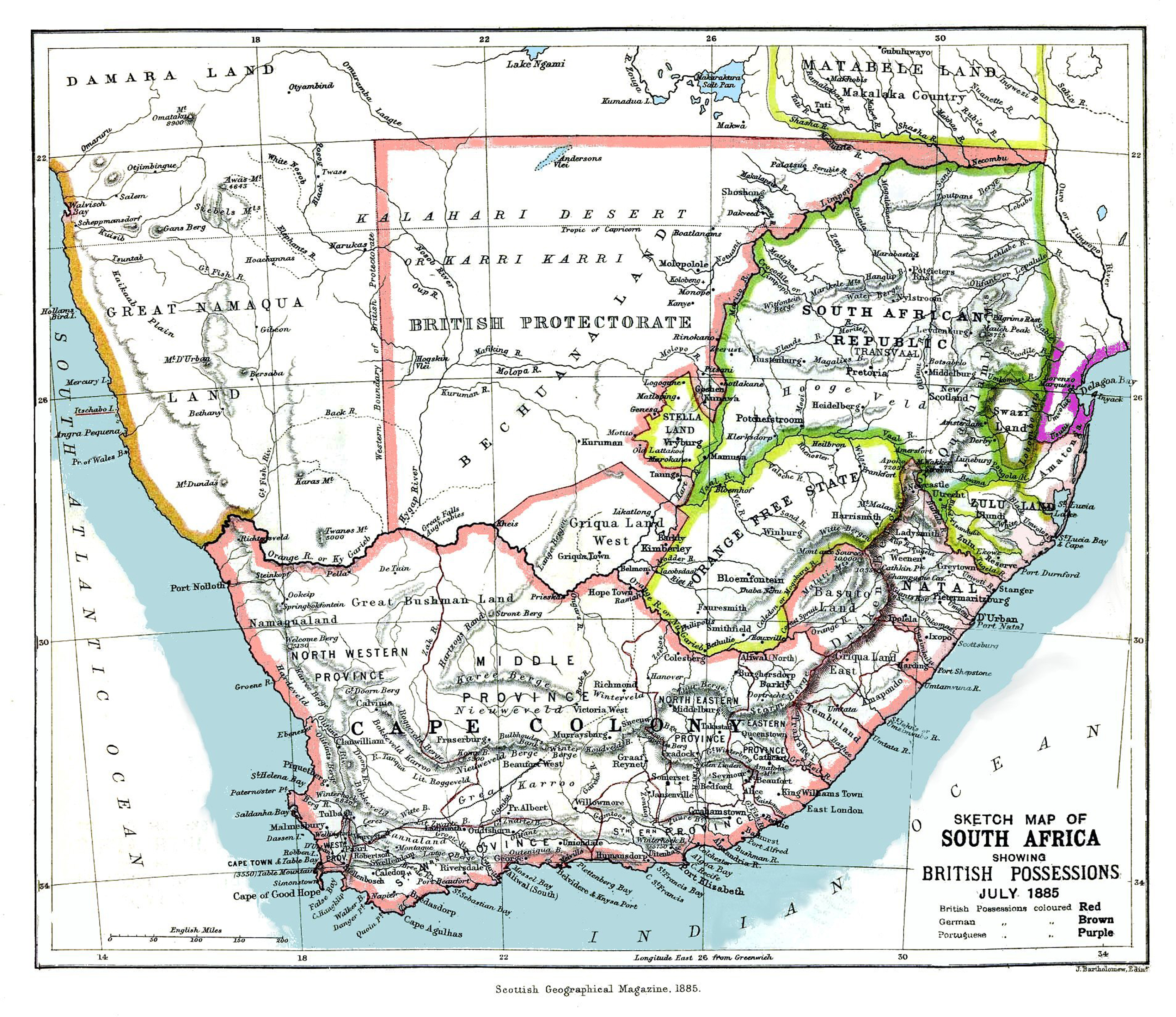
L'Afrique du Sud en 1885

Reposant sur un néo-calvinisme rigoureux inspiré des théories d'Abraham Kuyper, le projet global de l'Afrikaner Bond est d'établir une nationalité sud-africaine pour un pays souverain, dirigé par les Afrikaners. Le pays défendrait ses propres intérêts et non ceux de la métropole européenne, que ce soit dans les domaines politiques, économiques et commerciaux. Le Royaume-Uni demeurerait un partenaire privilégié.
En 1882, le parlement du Cap autorise l'utilisation du néerlandais lors de sessions parlementaires. Ce retour du néerlandais sur la place publique qui était au début une mesure libérale d'ouverture politique a pour effet de stimuler le Bond. L'obligation de bien savoir parler anglais pour être élu député est peu après supprimé pour un certain nombre de sièges ce qui permet l'élection d'Afrikaners de l'arrière-pays au parlement.
Le développement de l'Afrikander Bond dans la colonie du Cap profite alors de ces mesures libérales. Le Bond est alors dirigé par le charismatique Jan Hofmeyr, député de Stellenbosch. Défenseur au sein de la colonie de la politique expansionniste du président du Transvaal, Paul Kruger, Hofmeyr finit par incarner le Bond bien qu'il s'éloigne de la ligne néo-calviniste originelle et du nationalisme mystique du début. Adoptant une ligne pragmatique, Hofmeyr défend un nationalisme sud-africain regroupant Afrikaners et Britanniques. S'ils pensent que les indigènes sont politiquement et socialement inférieurs aux Blancs, il défend cependant le droit de vote en faveur des élites noires.

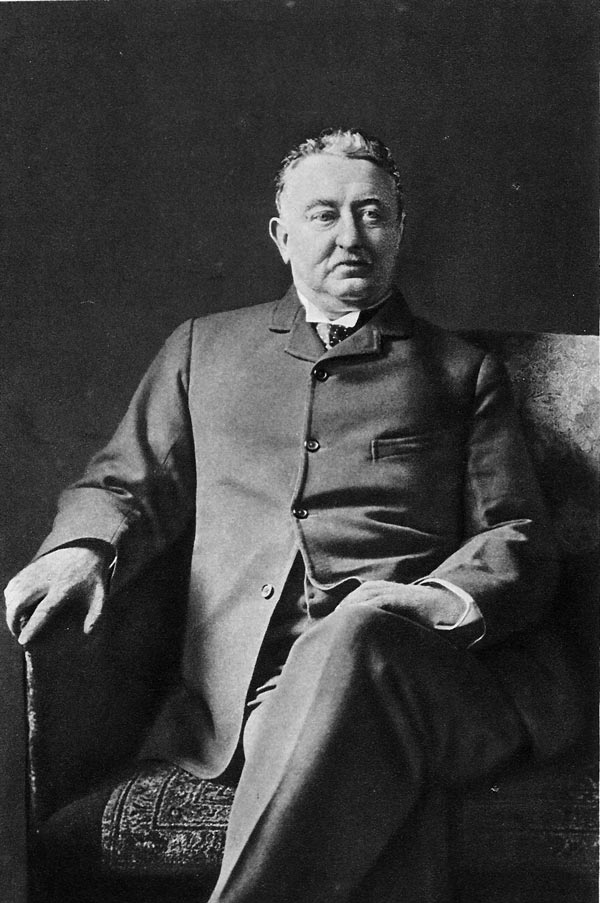
Cecil Rhodes.

En 1883, le député de Barkly West et homme d'affaires ambitieux, Cecil Rhodes, se rapproche de Hofmeyr et lui demande de réfléchir sur un projet d'État souverain nommé « États-Unis d'Afrique du Sud ». Rhodes est un impérialiste britannique et un homme politique avisé. Il sait que sa carrière politique peut évoluer plus ou moins favorablement en fonction de ses rapports avec les Afrikaners du Cap. C'est pourquoi il a fermement défendu l'utilisation du néerlandais au sein du parlement et en 1884, il se retrouve pendant six mois trésorier-général dans le gouvernement de Sir Thomas Scanlen. En effet, à cette date, l'influence du Bond au parlement parvient à renverser le gouvernement de Sir Scanlen. Hofmeyr est pressenti pour lui succéder mais il refuse et préfère soutenir un avocat irlandais, Thomas Upington. Le refus de Hofmeyr est perçu par les loyalistes anglais comme une violation du régime parlementaire puisque le principal chef de parti au parlement préfère ne pas assumer ses responsabilités, nommer un homme de paille à sa place et orienter ainsi en sous-main la politique du gouvernement.
Dans les faits, de 1881 à 1898, le Bond est tout-puissant. Hofmeyr détermine les votes des députés néerlandais (afrikaners) du parlement du Cap tout comme il amorce la politique du Bond et influence celle du gouvernement, même après sa démission du parlement du Cap en 1895.

### L'union douanière et le développement industriel

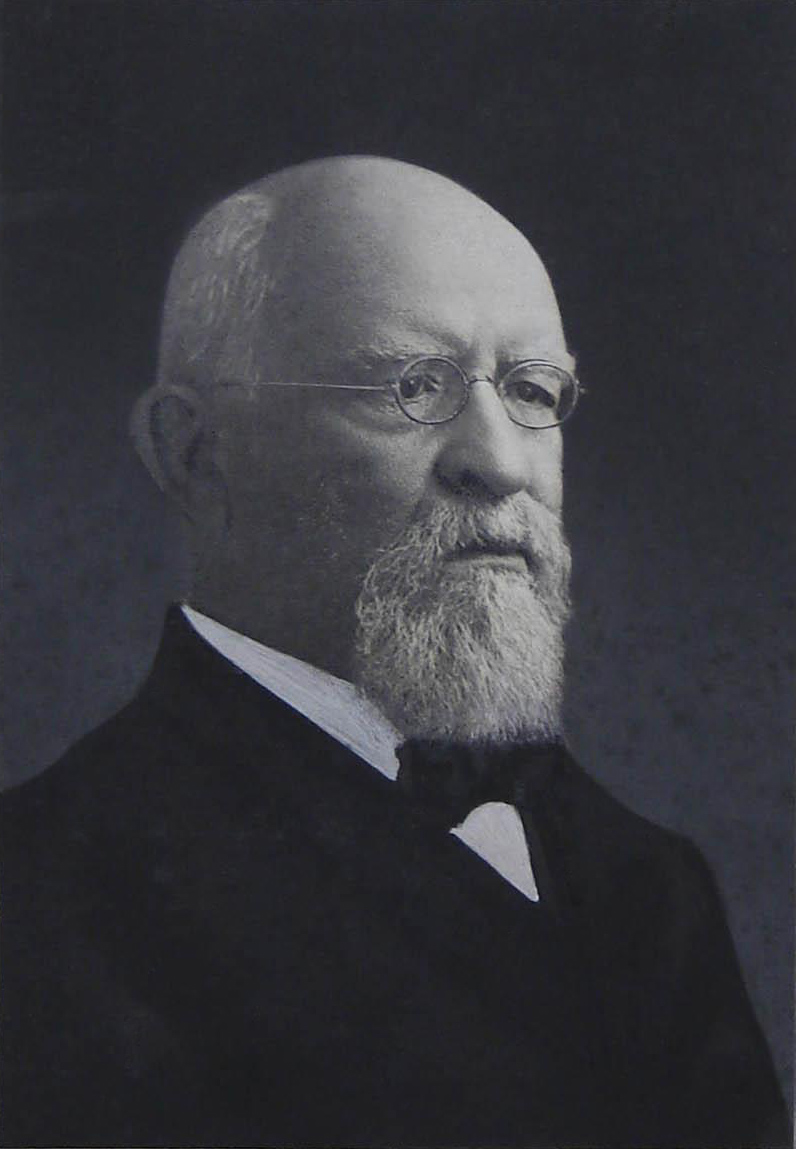
Jan Hendrik Hofmeyr (1845-1909), membre de la chambre de l'assemblée du parlement de la colonie du Cap pour la circonscription de Stellenbosch (1879-1909).

En 1888, le parlement du Cap vote en faveur de l'établissement d'une union douanière sud-africaine. Elle est la première pierre d'un processus ayant pour objet d'aboutir à une Fédération sud-africaine. Les colonies britanniques d'Afrique australe y sont incluses progressivement mais également la République boer de l'État libre d'Orange qui y adhère en 1889. Le Transvaal du président Paul Kruger refuse cependant d'y adhérer. En fait, il tente de désenclaver son pays et ne plus dépendre des Britanniques avec le lancement de la construction d'un chemin de fer reliant le Transvaal à la baie de Delagoa au Mozambique portugais.
Le réseau de chemins de fer de l'Afrique du Sud s'était beaucoup développé avec la prospection des mines de diamants. À partir des années 1880, le système économique axé sur l'exploitation de l'or et du diamant et qui allait dorénavant dominer l'Afrique du Sud était mis en place.
Des lignes avaient été ouvertes reliant au Cap les principales villes de la colonie comme Worcester, Beaufort West, Grahamstown, Graaff Reinet, Queenstown et Kimberley. La découverte de l'or dans le Witwatersrand en 1886 permet de prolonger ces lignes vers le Transvaal jusqu'à Vryburg à la frontière du Bechuanaland.
Cette expansion ferroviaire avait bénéficié de la fusion des compagnies diamantaires de Cecil Rhodes, Alfred Beit et Barney Barnato en une seule compagnie la De Beers, en 1889. Celle-ci était une entreprise influente et prépondérante sur le marché de l'exploitation du diamant et elle réclamait toujours plus de lignes pour convoyer ses chargements d'hommes, de matériaux et de matériels.
En 1889, Bloemfontein, dans l'État libre d'Orange, est relié par le rail au Cap. La ville allait devenir le principal nœud ferroviaire d'Afrique du Sud.
Enfin, en 1892, c'est au tour de Pretoria et de Johannesbourg dans le Transvaal d'être relié au réseau ferroviaire sud-africain.
En 1898, le Natal entre dans l'union douanière. Un tarif unique est adopté pour tous les biens importés et consommés au sein des pays et colonies de l'Union. La répartition des droits se fait sur la base de l'équité et de l'apport de la production locale au développement des territoires de l'Union.
Ce développement industriel de la colonie et des états et territoires adjacents avait alors conduit au recrutement d'une main d'œuvre africaine dans les grandes villes et dans les mines. C'est d'ailleurs à Kimberley que débute une politique de gestion du travail fondée sur le travail migrant et la ségrégation des logements avec la création des premières cités ouvrières réservées aux travailleurs migrants non Blancs. Elles sont les ancêtres des futurs townships sud-africains.

### Cecil Rhodes premier ministre

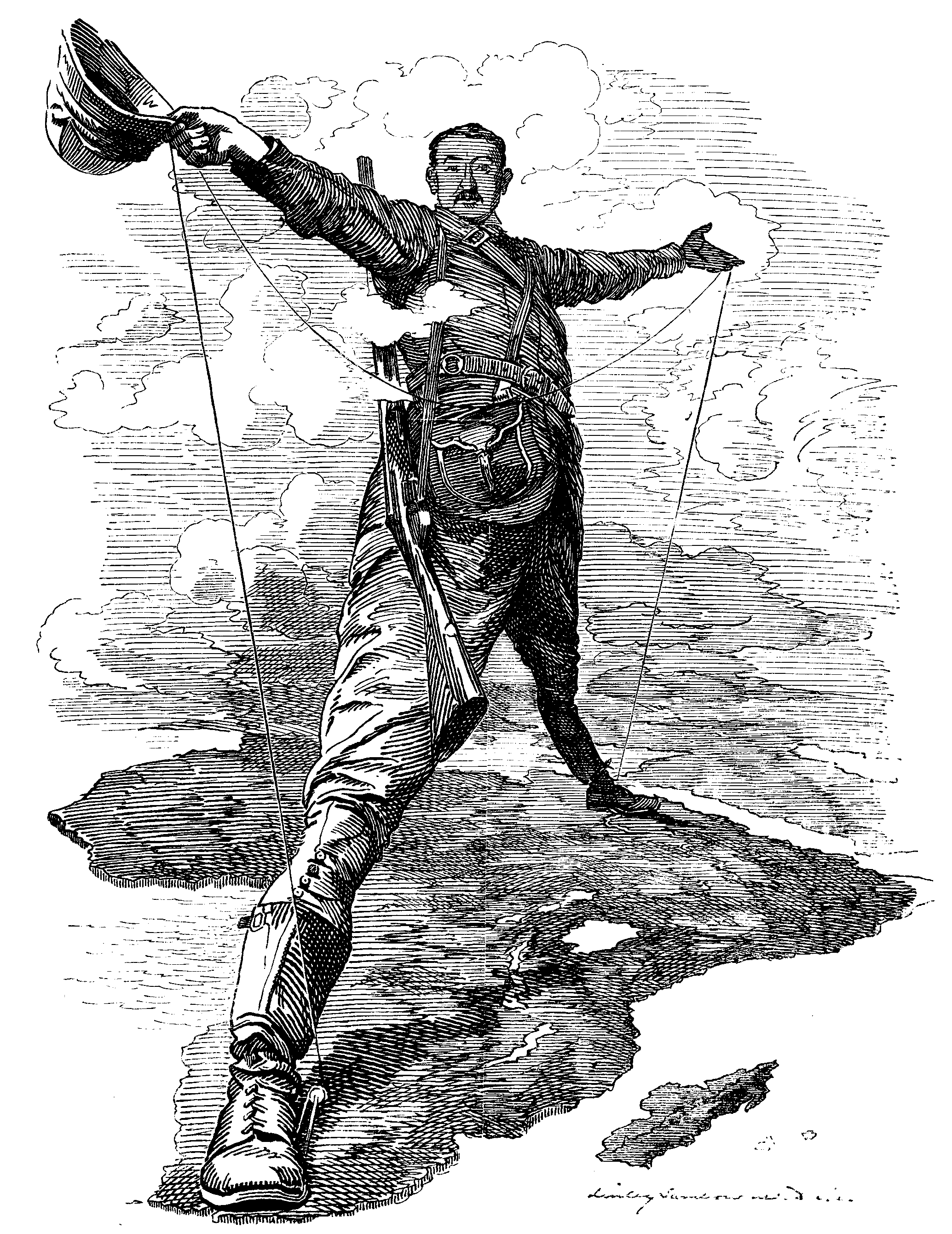
Symbolisme de la liaison Le Cap- Le Caire entrepris par Cecil Rhodes.

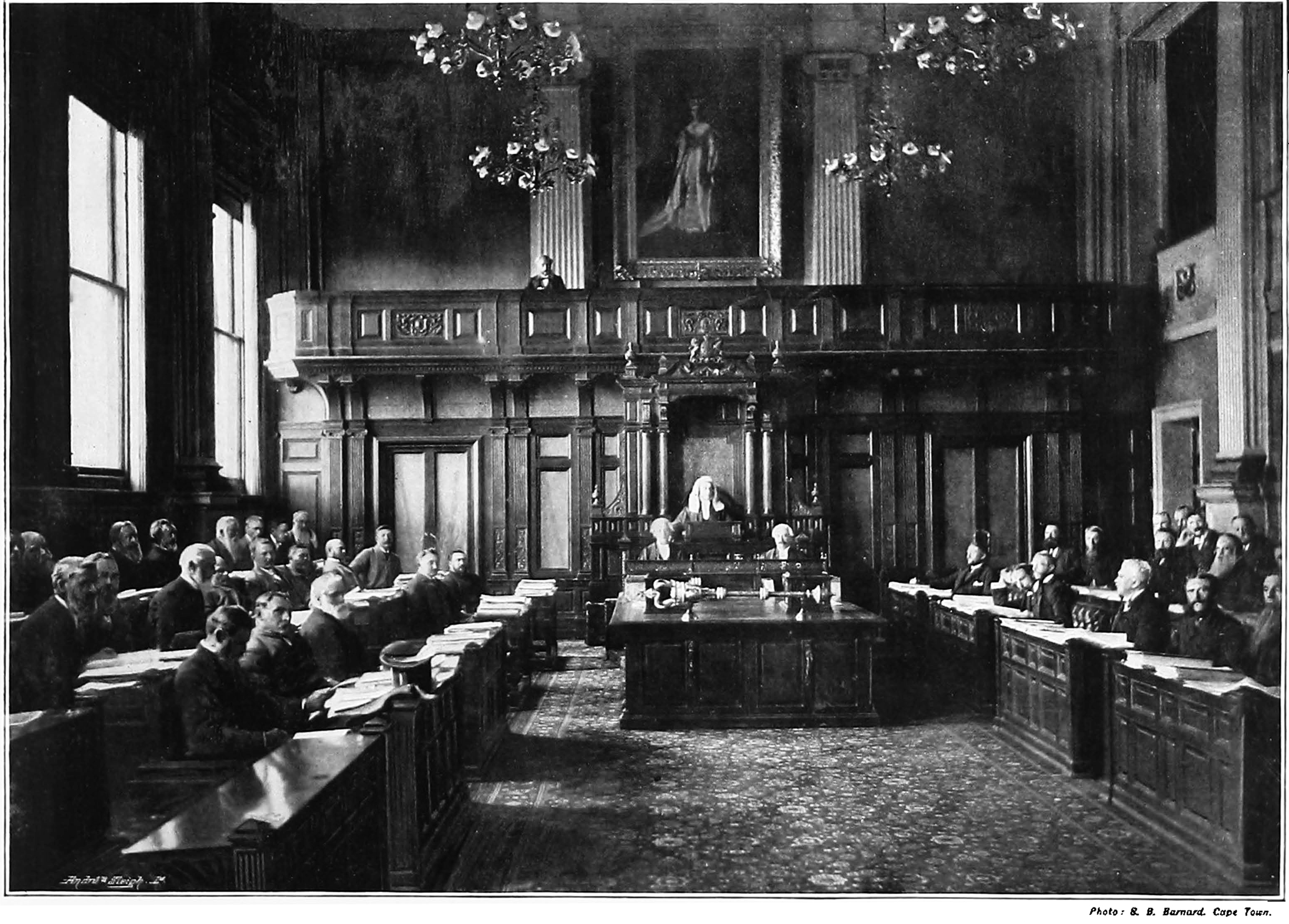
Réunion de l'assemblée législative de la colonie du Cap. Cecil Rhodes siège sur les bancs à droite du speaker

En 1890, Cecil Rhodes avait reçu le soutien de Jan Hofmeyr pour occuper le poste de premier ministre à la place de Sir John Gordon Sprigg, démissionnaire. Hofmeyr lui avait proposé d'être le candidat officiel du Bond mais Rhodes avait refusé. Il obtint néanmoins la confiance des parlementaires du Bond, lesquels étaient très favorables à sa politique douanière et de construction ferroviaire pour l'ensemble de l'Afrique du Sud.
À cette époque, le Bechuanaland et le Basutoland avaient rejoint l'union douanière. Ils furent suivis par le Pondoland en 1894.
Cecil Rhodes était un expansionniste qui avait entrepris de relier Le Cap au Caire par la voie du chemin de fer sans jamais quitter un territoire africain sous souveraineté britannique. Il avait dans ce but financé une colonne de pionniers pour annexer les territoires en amont du Transvaal.
La politique de Rhodes envers les tribus indigènes d'Afrique du Sud était ambigüe, faite d'un mélange de considérations réelles et de très grande fermeté. Le droit de vote leur était d'ailleurs accordé dans la colonie du Cap sous les mêmes conditions censitaires que les Blancs mais Rhodes imposa en 1892 quelques conditions particulières destinées aux natifs. Visant officiellement à combattre l'illettrisme en imposant un certain niveau d'instruction pour pouvoir voter, elle manifestait pour la première fois dans la colonie une inquiétude des dirigeants quant à la possibilité pour les indigènes de pouvoir un jour avoir suffisamment d'influence au parlement pour renverser un gouvernement de type occidental et imposer son propre système de valeurs. D'un autre côté, Rhodes combattait l'alcoolisme qui faisait des ravages dans les tribus en interdisant dans la mesure du possible la vente d'alcool aux natifs et sur les mines. Il interféra également pour faire valoir en matière successorale et pour les régimes matrimoniaux, les lois tribales sur celles de la colonie. Ce faisant, il légalisa ainsi indirectement la polygamie.
En 1894, Rhodes mit en œuvre un projet de fédération commerciale et ferroviaire entre les colonies et les États d'Afrique du Sud, fondée sur le même principe que l'union douanière. Le projet capota à la suite de désaccords entre le Cap et le Transvaal sur les tarifs ferroviaires. S'estimant lésé par les tarifs britanniques, Kruger bloqua ainsi une multitude de marchandises et d'hommes à la frontière du Transvaal alors qu'il taxait fortement l'industrie aurifère. Un recours fut déposé au gouvernement impérial. En fin de compte, la route fut rouverte au trafic mais pour Rhodes, le président Kruger était un ennemi de la modernisation de l'Afrique du Sud et un obstacle à son projet d'union globale sud-africaine sous souveraineté britannique.
Le 29 décembre 1895, l'un de ses proches, le docteur Leander Starr Jameson tente lors d'un raid de renverser le gouvernement du Transvaal. C'est un piteux échec. Jameson est emprisonné et Rhodes, accusé d'être l'auteur du raid, est obligé de démissionner de son poste de premier ministre. Il est alors remplacé par Sir Gordon Sprigg.
L'implication de Rhodes dans le coup d'État est inconnue mais son éventualité probable est dénoncée très fortement par le Bond et Hofmeyr qui s'estiment trahis. Les Afrikaners du Cap commencent alors à se méfier du gouvernement colonial et à se montrer plus sensibles aux arguments des Boers du Transvaal.

## La marche vers la guerre

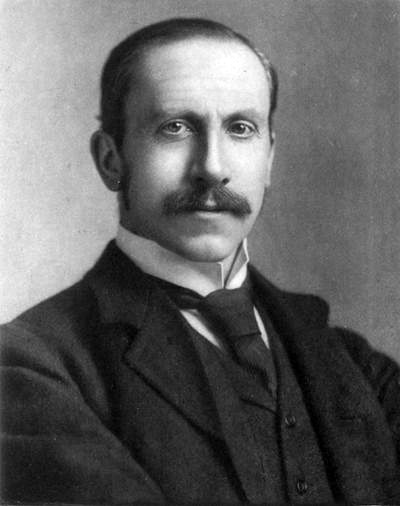
Alfred Milner

En 1898, la colonie du Cap est alors dirigé par William Philip Schreiner. Il doit son maintien à sa capacité à naviguer entre des courants politiques contradictoires qui vont des loyalistes anglais aux Afrikaners du Bond et qui forment sa majorité parlementaire. Il est cependant hostile à toute velléité de guerre avec les républiques boers et s'oppose à la politique ferme prônée par le ministre des colonies, Joseph Chamberlain, et Sir Alfred Milner, le haut commissaire au Cap.
Le président Marthinus Theunis Steyn de l'État libre d'Orange invita Alfred Milner et Kruger à une conférence à Bloemfontein qui débuta le 30 mai 1899 pour parler des droits des uitlanders (étrangers) au Transvaal.

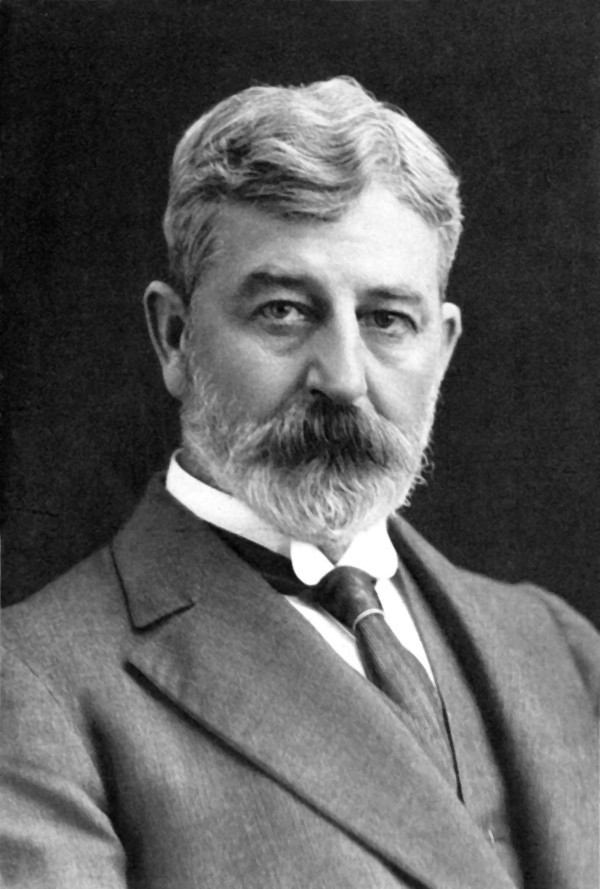
William Philip Schreiner.

En juin, Schreiner et la majorité parlementaire du Cap acceptent les propositions faites par Kruger de créer de nouvelles circonscriptions électorales permettant aux non Boers de participer à la vie politique du Transvaal. Quelques jours plus tard, lors d'un voyage à Pretoria, Hofmeyr et le ministre de l'Agriculture de la colonie s'aperçoivent que le parlement du Transvaal a noyé l'ouverture politique de Kruger en créant quinze nouvelles circonscriptions électorales boers face aux quatre concédées par Kruger dans les zones anglophones de la République. Hofmeyr est indigné par ce qu'il perçoit comme un manquement déloyal mais son influence est contrecarrée par l'émissaire de l'État libre d'Orange, Abraham Fischer, qui encourage les Boers du Transvaal dans leurs résolutions. Hofmeyr ayant la réputation d'être un fin diplomate et le seul capable d'influencer Kruger, son échec alimente le courant belliciste qui monte au Cap.
Plusieurs incidents diplomatiques se succèdent durant l'été 1899 et en septembre, Chamberlain envoya un ultimatum à Kruger exigeant la complète égalité de droits pour les citoyens britanniques résidant au Transvaal. Le but inavoué mais transparent des bellicistes britanniques est de s'emparer des richesses minières du Transvaal et de créer une confédération sous leur contrôle. Kruger, anticipant que la guerre était inévitable, lança son propre ultimatum avant même d'avoir reçu celui de Chamberlain. Il donnait 48 heures aux Britanniques pour évacuer leurs troupes des frontières du Transvaal ou la guerre leur serait déclarée en accord avec leur allié, l'État libre d'Orange.

### La guerre anglo-boer
Le 12 octobre 1899, la seconde guerre des Boers commençait. Les premiers coups de feu sont d'ailleurs tirés à l'intérieur des frontières de la colonie à Kraipan, une petite station de chemin de fer au sud de Mafikeng, la ville la plus au nord de la colonie. Cette dernière se retrouvait alors isolée et assiégée pendant sept mois par les Boers. Le 16 octobre, Kimberley était à son tour assiégée et le 18 octobre, les républiques boers proclamaient l'annexion de plusieurs portions de territoire de la colonie du Cap, en l'occurrence le Bechuanaland britannique et le Griqualand-Ouest avec ses champs de diamants. Le 28 octobre, Schreiner déclara ces annexions nulles et non avenues.

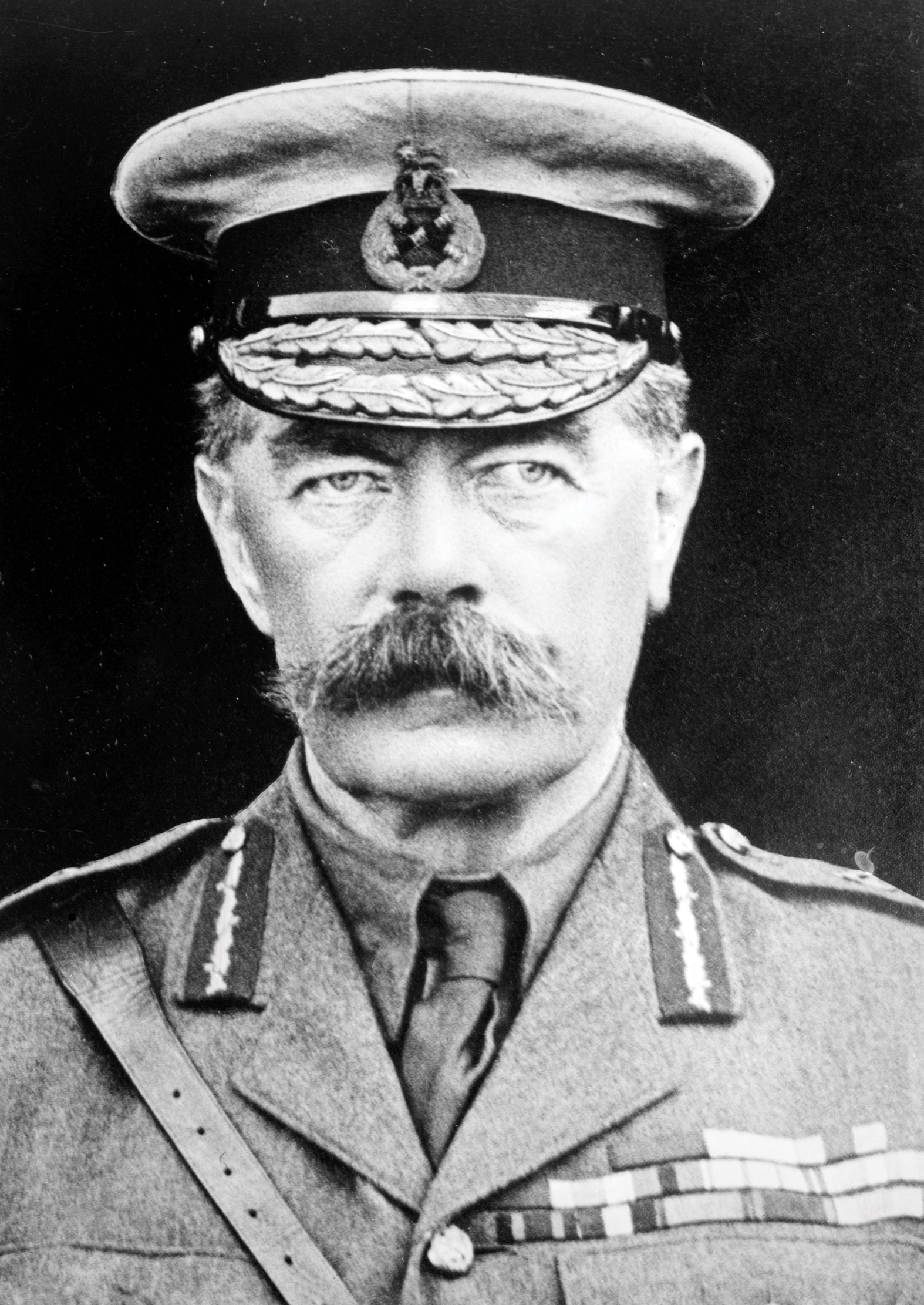
Lord Kitchener.

Les défaites britanniques à Magersfontein (11 décembre 1899) et Stormberg (10 décembre 1899) enhardirent les Boers dont l'armée n'était en fait constituée que de fermiers et de jeunes idéalistes, armés par leur propre soin. Par contre, l'humiliation de ces défaites était terrible pour l'armée professionnelle qu'était celle du Royaume-Uni. Dans un premier temps, celle-ci reçut le soutien actif des loyalistes du Cap et en janvier 1901, l'armée passa sous le commandement de Lord Roberts et Lord Kitchener dont la mission était de gagner la guerre par tous les moyens.

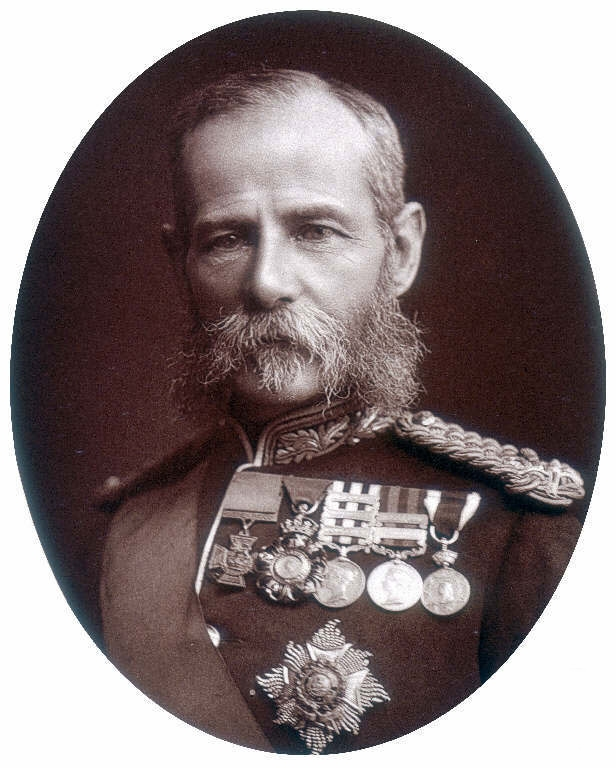
Lord Roberts

À Kimberley, Cecil Rhodes organise efficacement la résistance jusqu'à la libération de la ville le 15 février 1900. Dans le même temps, les troupes boers se replient de Magersfontein vers Bloemfontein. Le siège de Mafeking est à son tour levé le 17 mai 1900. La colonie n'est dès lors plus amputée du moindre territoire et les Britanniques reprennent l'avantage sur le front des opérations militaires. Au Cap, des parlementaires appellent pour la première fois à annexer les deux républiques boers pour former un nouveau Canada en Afrique du Sud.
En juin 1900, Schreiner démissionne et est remplacé par Sir Gordon Sprigg. Une loi est adoptée, réprimant tous ceux qui soutiendraient le camp des Boers.
À la fin de l'année 1900, alors que les républiques boers sont occupées par les Britanniques, la guerre entrait dans une nouvelle phase, celle de la guérilla et du harcèlement des troupes du Commonwealth par des commandos boers. En décembre, certains de ces commandos entrèrent dans la colonie pour y recruter des volontaires et pour harceler les troupes coloniales. En octobre 1901, la loi martiale est décrétée dans toute la colonie.
Pendant ce temps, le 4 janvier 1901, le haut commissaire Sir Alfred Milner avait été nommé gouverneur du Transvaal et de la colonie de la rivière Orange. Le haut commissariat à l'Afrique du Sud élargissait ainsi sa compétence aux deux anciennes républiques boers. Au Cap, les parlementaires se divisaient sur les conséquences à tirer de la nouvelle situation politique. C'est à cette époque que le camp progressiste, attaché à la couronne d'Angleterre, perdit son leader, Cecil Rhodes, en mai 1902, quelques jours avant la signature du traité de paix à Vereeniging.
Les Britanniques se retrouvaient à la direction d'un grand nombre de colonies : Le Cap, le Natal, le Transvaal, l'Orange, le Griqualand, la Nouvelle République (New Republic), le Stellaland, le Zoulouland, et le Botswana plus au nord. Celles-ci étaient peuplées de 5,2 millions d'habitants dont 3 millions étaient des Noirs et 1,3 million étaient des Blancs.

## La période transitoire vers l'unification sud-africaine

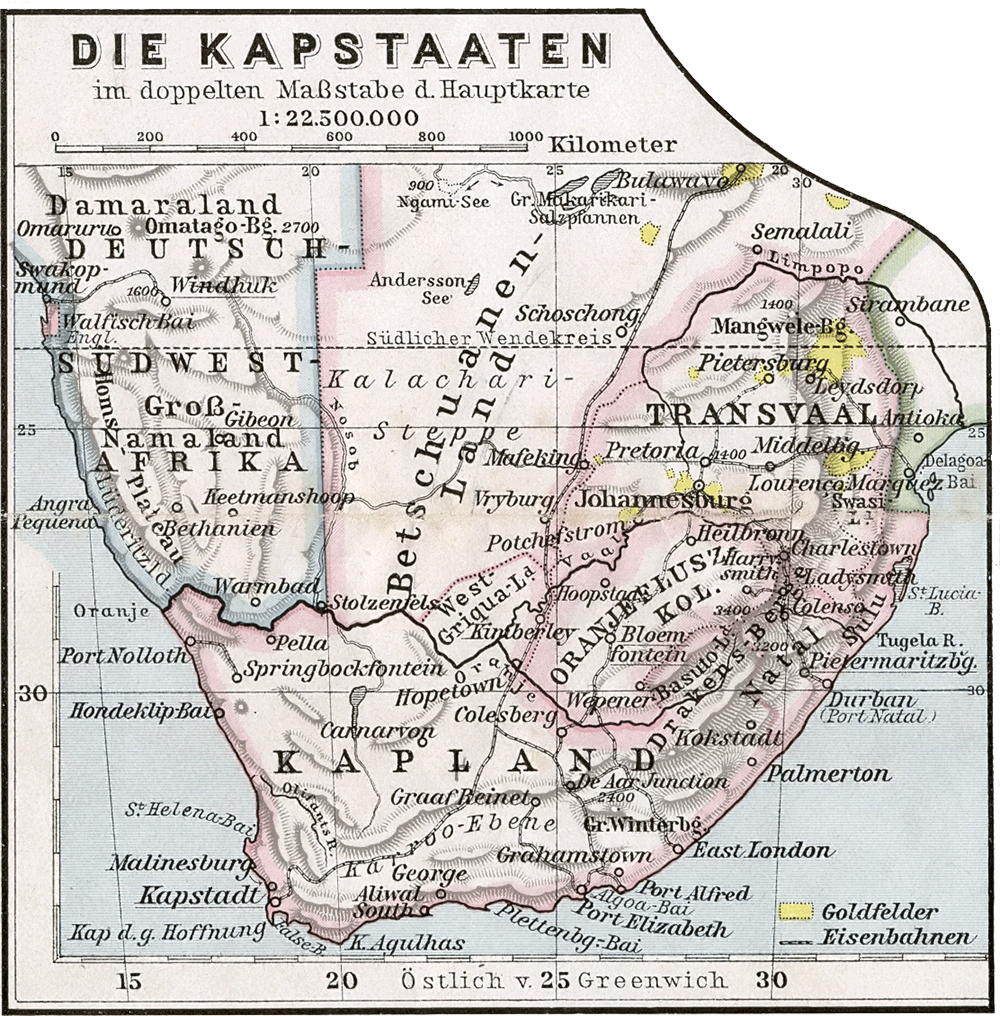
Les colonies britanniques d'Afrique du Sud en 1905.

La guerre des Boers s'était soldée par un carnage humain (100 000 morts) et un désastre économique dans les anciennes républiques. Au total, la guerre coûta environ 75 000 vies — 22 000 soldats britanniques (7 792 au cours d'affrontements, 14 000 de maladies dont 8 000 de typhoïde, 5 774 de blessures et d'accidents, 4 000 soldats boers. Près de 30 000 exploitations boers ont été détruites et les maisons rasées. En outre, plus de 25 000 prisonniers de guerre ont été internés dans des camps de détention en Afrique du Sud ou dans le reste de l'Empire (aux Bermudes, à Saint-Hélène, en Inde et au Sri Lanka). Enfin, près de 26 000 Boers sont morts dans des camps de concentration - principalement des femmes et des enfants - soit un huitième de leur population d'alors. Le nombre de personnes de couleurs, coloureds ou bantouphones décédées dans ces camps d'internement, est estimé à près de 20 000 personnes.
La défaite a cependant unifié la communauté de langue afrikaans dans un nationalisme revendicatif qui avait fini par gagner Le Cap.
Alors que Lord Milner prévoit d'angliciser toute l'Afrique du Sud en favorisant l'immigration britannique, Sir Gordon Sprigg, le premier ministre progressiste du Cap, restreignait celle-ci dans la colonie afin de ne pas davantage précariser la situation des Boers. En fait, il cherchait à assurer sa position auprès des membres du Bond et se montrait conciliant à leur égard d'autant plus que l'une de ses principales mesures prises depuis la fin de la guerre avait été de signer une convention douanière liant toutes les colonies britanniques d'Afrique du Sud, laquelle accordait un traitement préférentiel aux produits importés du Royaume-Uni.
C'est à cette époque qu'est fondé l'African Political Organisation (APO), le premier parti à envergure nationale militant pour les droits des non blancs. Sa base politique est alors majoritairement composée de métis du Cap qui revendiquent des droits égaux pour tous les hommes civilisés. L'APO reste néanmoins marginalisé.
En 1903, Jan Hofmeyr, qui avait passé la plus grande part de son temps en Europe durant la guerre des Boers, revint au Cap pour réorganiser le Bond et participer aux élections générales. Face à lui, le docteur Leander Starr Jameson prenait la direction du parti progressiste.

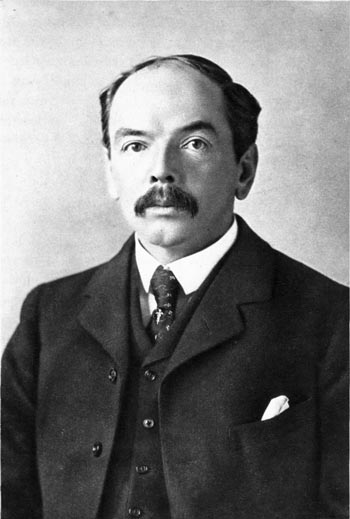
Leander Starr Jameson, premier ministre de la colonie du Cap (1904-1908)

Les registres électoraux de la colonie avaient été purgés de tous ceux qui avaient manifesté leur soutien aux Boers et dont certains étaient encore emprisonnés. Chaque camp entreprit alors d'obtenir le soutien des électeurs de couleurs, métis et Noirs, qui dans certaines circonscriptions détenaient la clef de la victoire. Le Bond proposa même à un journaliste noir, qui déclina, d'être candidat sous leurs couleurs. La promesse des progressistes d'expulser les Chinois de la colonie emporta la faveur des électeurs de couleur qui n'appréciaient pas cette nouvelle concurrence sur le marché du travail. Lors des élections de janvier et février 1904, les progressistes obtinrent une majorité de 5 sièges sur les 95 sièges du Parlement alors que Sir Gordon Sprigg et l'ancien premier ministre Mr W. P. Schreiner étaient battus par leurs adversaires respectifs.
Le 18 février 1904, Sir Gordon Sprigg démissionna pour laisser le poste de premier ministre au docteur Jameson qui forma un gouvernement anglophone et anglophile.
Son premier projet de loi déposé fut un amendement électoral rectifiant la disparité entre circonscriptions rurales et circonscriptions urbaines afin de favoriser le vote des électeurs urbains, réputés loyalistes envers la Couronne. En restreignant la sur-représentation des zones rurales, il avait pour objectif de restreindre l'influence du Bond.
Le gouvernement de Jameson doit alors faire face à une crise financière. Le gouvernement précédent avait laissé les dépenses publiques s'envoler et le déficit budgétaire de la colonie se creuser. La colonie n'avait maintenant plus de trésorerie disponible obligeant le gouvernement à effectuer de sévères coupes budgétaires dans les dépenses publiques et à augmenter les impôts et les taxes, notamment sur les boissons alcoolisées.

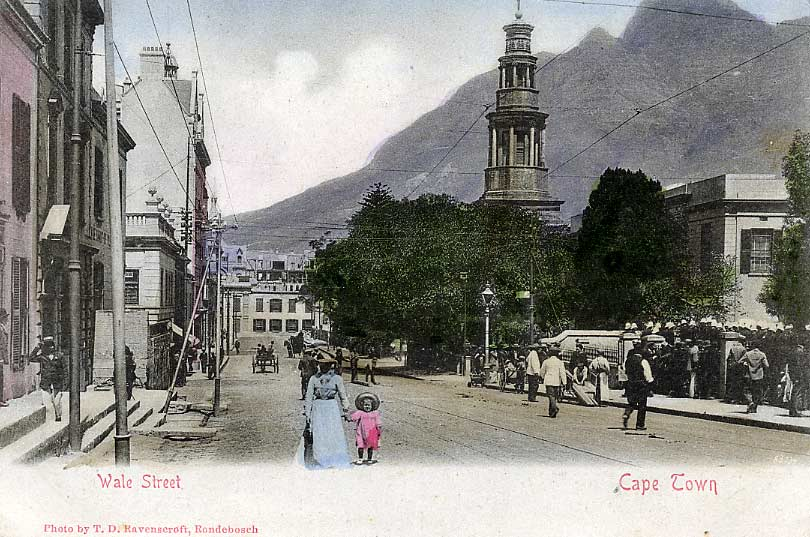
Le Cap vers 1900.

Cette politique d'austérité budgétaire n'en est pas moins efficace car les finances de la colonie passent d'un déficit de 731 000 livres sterling en 1904 à un soudain surplus de 5 161 livres en 1905.
Dès lors, le gouvernement Jameson entreprend de nouveaux investissements pour moderniser l'agriculture. De nouvelles lignes de chemins de fer sont développées pour améliorer les transports de marchandises des régions céréalières.
En mars 1905, Lord Selborne succède à Lord Milner comme haut commissaire au Cap. Tout autant impérialiste que son prédécesseur, il n'a joué aucun rôle dans la guerre des Boers ce qui permet de faciliter le dialogue entre Britanniques et Afrikaners.
Sur le front politique, Jameson fait libérer les anciens rebelles encore emprisonnés au nom de la réconciliation nationale et fait expulser les migrants chinois. Il entreprend également d'entretenir de bons rapports avec les colonies voisines alors qu'au même moment, le Bond se rapproche des mouvements politiques afrikaners qui renaissent dans les anciennes républiques boers, notamment Het Volk du général Louis Botha au Transvaal. En mars 1906, lors de son congrès, le Bond adopte une résolution reprenant ses fondamentaux d'origine à savoir l'objectif de l'unification des Afrikaners et la souveraineté nationale.
Alors que les Afrikaners commencent de leur côté à parler d'unité, la commission inter-colonies des affaires indigènes préconise de revenir sur les droits politiques accordés aux Africains et personnes de couleurs dans la colonie du Cap. La situation avantageuse des natifs indigènes de la colonie du Cap par rapport aux autres colonies apparait alors comme un obstacle au projet de Fédération sud-africaine. Les conséquences politiques sur celle-ci, issues du déséquilibre démographique entre Noirs et Blancs en Afrique du Sud, sont alors envisagés à long terme tout comme les conséquences d'un soulèvement indigène semblable à celui des Hereros dans le Sud-Ouest africain allemand. En 1905, tous les indigènes du Cap ne sont pourtant pas inscrits sur les listes électorales. Seulement 23 000 électeurs de la colonie sont des personnes non blanches alors qu'ils en constituent la majorité démographique. La commission préconise cependant de ségréguer les listes électorales et d'accorder un nombre de sièges déterminés représentant les personnes de couleurs et les Africains du Cap à l'instar de ce qui se pratique alors en Nouvelle-Zélande avec les Maori.
À la suite de la conférence inter-coloniale réunie à Pietermaritzburg au Natal dans les premiers mois de 1906, une loi d'amnistie est adoptée rétablissant les droits civiques de 7 000 anciens rebelles boers.
Bousculé par une inflation galopante et par une nouvelle crise financière en 1907, Jameson provoque en septembre 1907 des élections anticipées, lesquelles ont lieu en janvier 1908 et se soldent par la victoire de l'opposition incarnée par le Bond. À l'occasion de ce scrutin, les progressistes avaient été rebaptisés Unionistes alors que le Bond s'était rassemblé avec des alliés dans le parti sud-africain. Ce dernier remporta 17 des 26 sièges du conseil législatif.

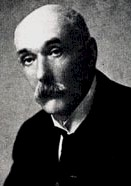
John X. Merriman, premier ministre de la colonie du Cap (1908-1910).

Le 31 janvier 1908, Jameson démissionne de son poste de premier ministre. Son successeur est John X. Merriman. Ce dernier n'est pourtant pas membre du Bond mais un ancien membre des cabinets de Cecil Rhodes et de W. P. Schreiner. Il a pourtant le soutien des Afrikaners. En avril, les élections à l'assemblée législative, l'autre chambre du parlement, sont un triomphe pour le Bond. Le parti sud-africain remporte 69 sièges contre 33 aux Unionistes et 5 aux Indépendants, parmi lesquels Sir Gordon Sprigg et W. P. Schreiner.
Le changement de gouvernement n'affecta pas la récession qui affectait particulièrement le secteur de la laine et celui du diamant, les principales productions sud-africaines. La baisse des revenus contribua à accentuer le déficit budgétaire. Le gouvernement Merriman entreprit alors de réduire encore les dépenses publiques, notamment en réduisant drastiquement le nombre de fonctionnaires et de salariés du secteur public et en relevant les barrières douanières. Il se rend rapidement impopulaire.
Alors que le Transvaal et la colonie de l'Orange avaient retrouvé leur autonomie en 1907, le parlement du Cap approuve en 1908 le projet d'unification sud-africaine.
Celui qui pilote la convention nationale réunie à Durban sur l'unification de l'Afrique du Sud est le général boer Jan Smuts, qui a la particularité d'être anglophile. Il préconise un système constitutionnel unitaire plus apte à lutter contre les disparités régionales et les inerties engrangées par la bureaucratie. Mais il lui fallait imposer cette approche alors que le système fédéral avait de nombreux partisans. Plusieurs compromis sont adoptés concernant le choix de la capitale sud-africaine (en fait trois capitales), les langues officielles (néerlandais et anglais), le droit de vote des indigènes et autres personnes de couleurs laissé à la responsabilité de chaque future province et même la taille standard de l’écartement des voies de chemin de fer.
Les conclusions de la conférence furent résumées en une résolution finale faisant figure de projet de constitution à l’été 1909 et approuvée à l’unanimité des délégués.
Le projet de constitution fut ratifié par le parlement du Cap, celui de l’Orange et du Transvaal et au Natal par référendum. La constitution fut alors présentée au parlement britannique où elle fut également approuvée. C’est en décembre 1909 que le roi Édouard VII la promulgua et le 31 mai 1910, la colonie du Cap, rassemblée avec le Griqualand, le Stellaland et le Bechuanaland britannique, devenait la nouvelle province du Cap pour former, au côté des provinces du Natal, du Transvaal et de l'État libre d'Orange, union d'Afrique du Sud.

## Notes et références

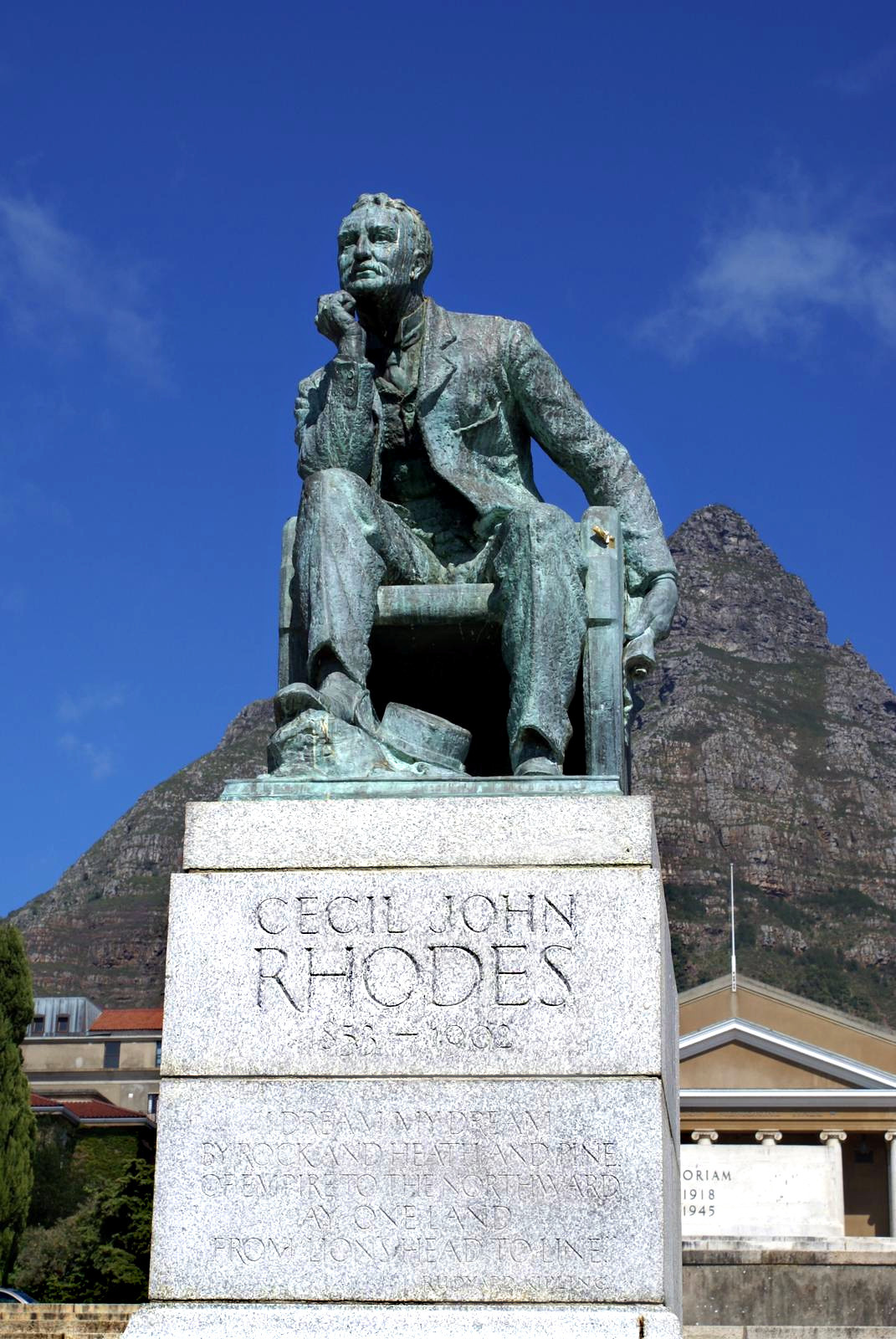
Statue de Cecil Rhodes devant l'université du Cap.

### Documents multimédias
- (af) La colonie du Cap sous Jan van Riebeeck (extrait de film sud-africain)
- (af) La colonie du Cap sous Simon van der Stel (extrait de film sud-africain)